# 17. August
Der 17. August ist der 229. Tag des gregorianischen Kalenders (der 230. in Schaltjahren), somit bleiben 136 Tage bis zum Jahresende.

## Ereignisse

### Politik und Weltgeschehen
- 1000: Stephan I. wird in Gran von einem päpstlichen Gesandten zum ersten König von Ungarn gekrönt.
- 1186: In der Georgenberger Handfeste schließen der steirische Herzog Ottokar IV. und Leopold V. von Österreich ein Erbschaftsabkommen mit der Bestimmung, dass die Steiermark und Österreich für immer ungeteilt bleiben sollen.
- 1386: Die Republik Venedig und der albanische Fürst Karl Thopia schließen ein Bündnis, in dem sich Venedig zum Beistand gegen die Türken verpflichtet, während Karl venezianischen Kaufleuten Schutz in seinem Land zusichert.
- 1424: In der Schlacht von Verneuil setzen sich im Hundertjährigen Krieg die Engländer gegen eine französisch-schottische Streitmacht durch.
- 1479: In der Auseinandersetzung zwischen Ludwig XI. von Frankreich und Maximilian I. um den burgundischen Besitz kommt es zur Schlacht bei Guinegate, in der Maximilian mit seinem Heer die Franzosen unter Philippe de Crèvecœur schlägt.

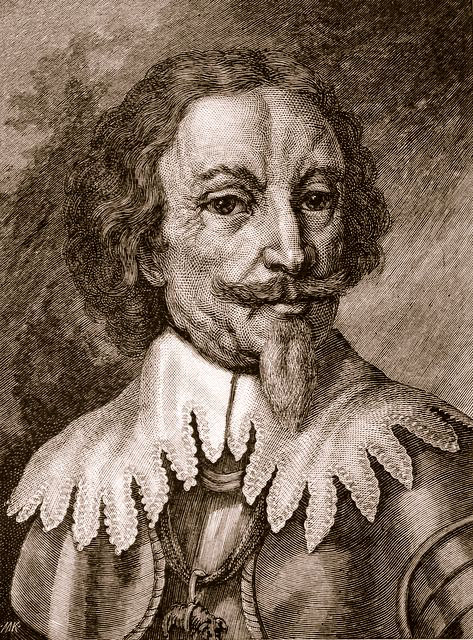
1632: Graf von Pappenheim

- 1632: Die Truppen von Gottfried Heinrich zu Pappenheim scheitern im Dreißigjährigen Krieg bei einem Sturmangriff auf die niederländischen Soldaten, die die Stadt Maastricht in den Spanischen Niederlanden belagern. Der von einer durch die Infantin Isabella Clara Eugenia von Spanien versprochenen hohen Belohnung angelockte kaiserliche Heerführer zieht sich nach dem Misserfolg plündernd Richtung Saale zurück.
- 1648: Im Englischen Bürgerkrieg werden Schotten und Royalisten in der Schlacht von Preston vernichtend geschlagen.
- 1786: Nach dem Tod Friedrichs II. wird sein Neffe Friedrich Wilhelm II. König von Preußen.
- 1796: Durch die Kapitulation einer niederländischen Flotte in der Saldanhabucht (Südafrika) scheitert der Versuch der Batavischen Republik, die von Großbritannien besetzte Kapkolonie zurückzuerobern.
- 1812: Auf seinem Weg nach Moskau siegt das Heer Napoleon Bonapartes in der Schlacht bei Smolensk über die russische Westarmee unter Michael Andreas Barclay de Tolly.
- 1848: Die seit 1846 bestehende Republik Yucatán wird wieder mit Mexiko vereinigt, nachdem die mexikanische Regierung ihre Unterstützung im Kastenkrieg, einem Aufstand der Maya-Bevölkerung, zugesagt hat.
- 1862: Nachdem sich die Zahlungen des Bureau of Indian Affairs verzögert haben, überfallen und ermorden hungernde Sioux auf der Suche nach Nahrung fünf Weiße. Das gilt als Beginn des Sioux-Aufstandes in Minnesota.
- 1863: Der Frankfurter Fürstentag beginnt. Er soll über Reformen im Deutschen Bund beraten. Preußens König Wilhelm I. bleibt nach Otto von Bismarcks Strategie dem Treffen fern, was rund zwei Wochen später zum ergebnislosen Ende der Tagung führt.
- 1891: Im Gefecht bei Rugaro erleidet die deutsche Schutztruppe für Deutsch-Ostafrika gegen das Volk der Hehe eine der schwersten Niederlagen ihrer Geschichte.
- 1914: Die russische 1. Armee unter General P.K. Rennenkampf überschreitet die deutsche Grenze und beginnt die Invasion Ostpreußens.
- 1920: Bei Demonstrationen gegen den Polnisch-Sowjetischen Krieg in Oberschlesien kommt es zu Ausschreitungen, die zwei Tage später zum zweiten Aufstand in Oberschlesien führen.
- 1929: Mit dem Einmarsch der Roten Armee in der Mandschurei beginnt der Sowjetisch-chinesische Grenzkrieg.
- 1935: Wilhelm Frick, Reichsminister des Innern, erlässt das Verbot der Freimaurerei im Deutschen Reich.
- 1942: Die USA fliegen ihren ersten Luftangriff während des Zweiten Weltkriegs in Europa.

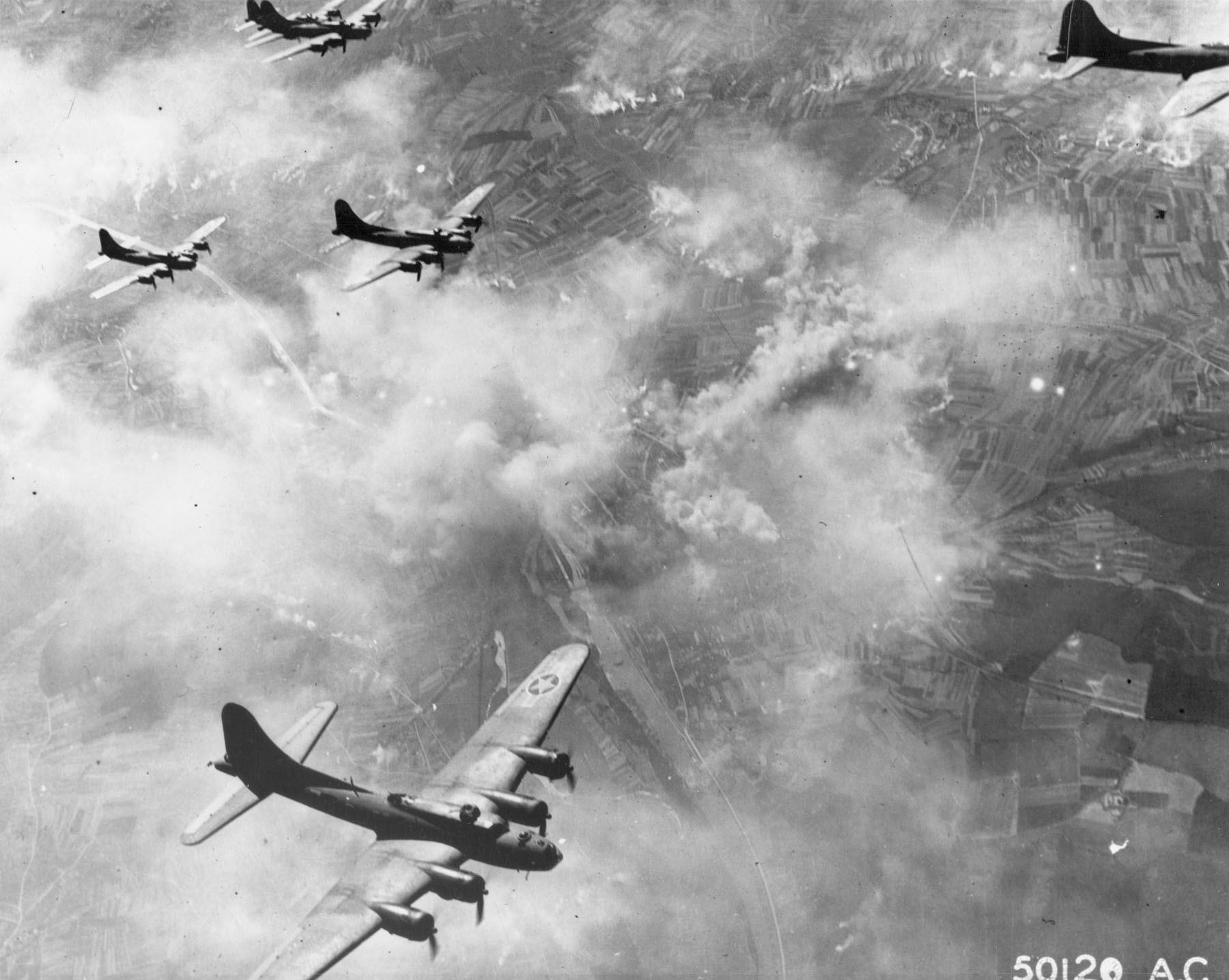
1943: US-Flugzeuge über Schweinfurt

- 1943: Die United States Army Air Forces (USAAF) erleiden bei Bombenangriffen während der Operation Double Strike im Zweiten Weltkrieg schwere Verluste durch die deutsche Jagdabwehr.
- 1945: Sukarno und Mohammad Hatta erklären die Unabhängigkeit Niederländisch-Indiens von den Niederlanden unter dem Namen Indonesien. Die Niederlande erkennen die Unabhängigkeit jedoch nicht an.
- 1950: Das seit der Unabhängigkeit föderal strukturierte Indonesien wird unter dem Namen Republik Indonesien in einen Einheitsstaat umgewandelt.
- 1956: Das deutsche Bundesverfassungsgericht verbietet die KPD wegen Verfassungswidrigkeit.
- 1960: Die Republik Gabun erhält ihre Unabhängigkeit von Frankreich.
- 1962: Im Todesstreifen der Berliner Mauer verblutet Peter Fechter, eines der bekanntesten Opfer des Schießbefehls an der innerdeutschen Grenze.
- 1987: Der frühere Hitler-Stellvertreter und letzte Häftling im Kriegsverbrechergefängnis Spandau, Rudolf Heß, begeht nach Angaben der Gefängnisleitung Selbstmord. Auf Grund verschiedener Umstände, die gegen eine Selbsttötung sprechen, kommt die These auf, Heß sei ermordet worden.

2004: Neue Flagge Serbiens

- 2004: Die serbische Nationalversammlung beschließt eine Empfehlung über die Verwendung nationaler Symbole. Das Wappen des vormaligen Königreichs ersetzt das seit 1946 gebrauchte Republikswappen. Serbien erhält damit auch eine neue Staatsflagge.
- 2017: Bei einem islamistischen Terroranschlag in Barcelona auf der Las Ramblas sterben mindestens 13 Menschen; etwa 120 weitere Personen werden verletzt.

### Wirtschaft
- 1784: Eine Verordnung Kaiser Josephs II. erlaubt jedermann, selbst hergestellte Lebensmittel, Wein und Obstmost zu allen Zeiten zu verkaufen und auszuschenken. Der Heurige erlebt damit in Österreich seine offizielle Geburt.
- 1807: Robert Fultons Dampfer North River Steamboat, auch als Clermont bekannt, nimmt auf dem Hudson River zwischen New York City und Albany den regelmäßigen Dampfschiffsverkehr auf.
- 1835: In der Schweiz wird das metrische System eingeführt, alte Maßeinheiten werden abgeschafft.

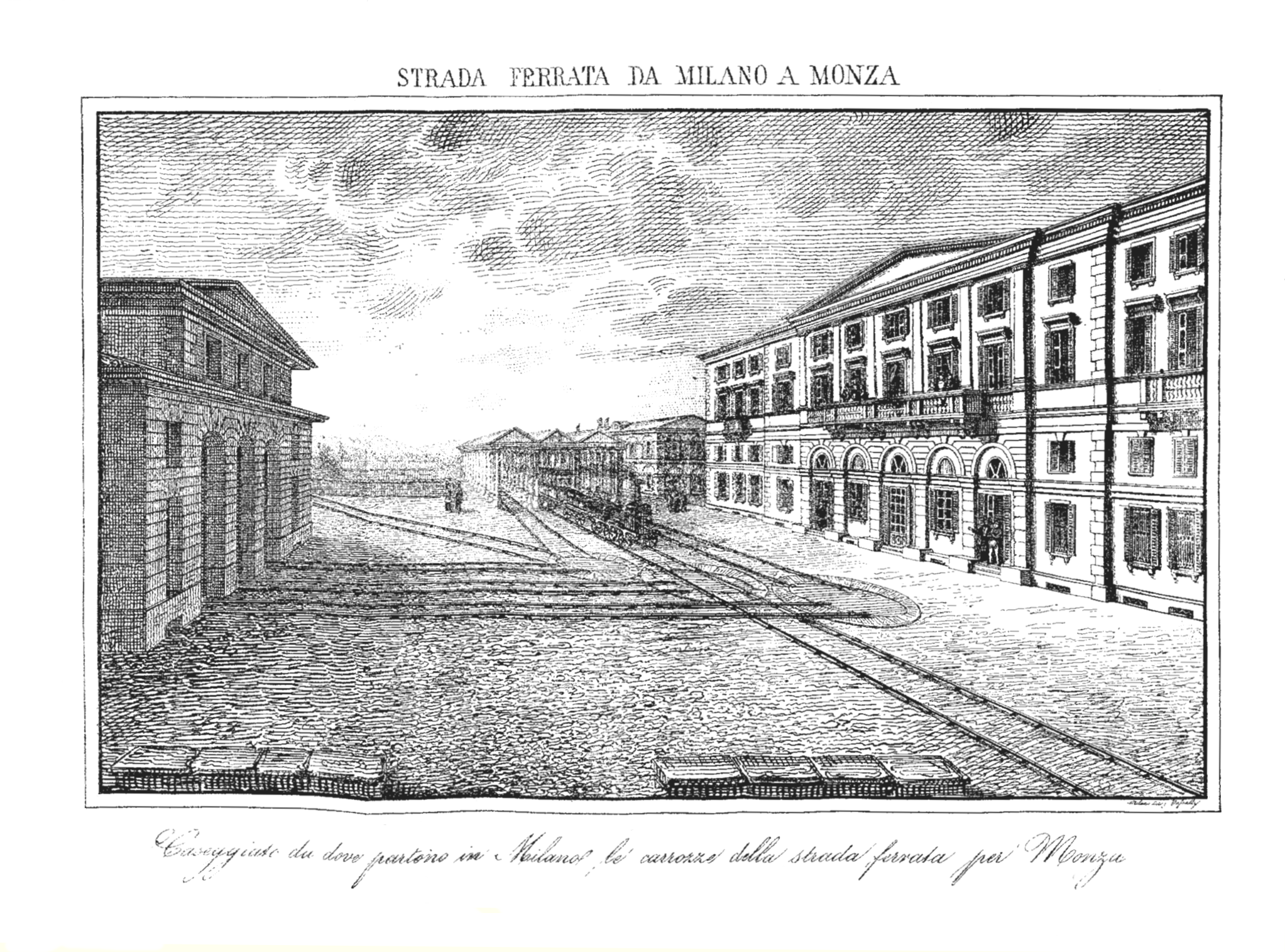
1840: Station Porta Nuova in Mailand

- 1840: Das Kaisertum Österreich nimmt als zweite Bahnverbindung die Strecke Mailand–Monza in Betrieb. Sie wird später Teil der Lombardisch-venetianischen Eisenbahnen.
- 1949: Der Otto-Versand wird in Hamburg von Werner Otto gegründet.
- 1998: Der Börsencrash in Russland führt dazu, dass das Pyramidensystem mit kurzfristigen staatlichen Anleihen („GKO-Bonds“) zusammenbricht.
- 2000: Die Versteigerung der deutschen UMTS-Lizenzen wird mit einem Rekordergebnis von 98,8 Milliarden DM abgeschlossen.

### Wissenschaft und Technik
- 1877: Der US-amerikanische Astronom Asaph Hall entdeckt den Marsmond Phobos.

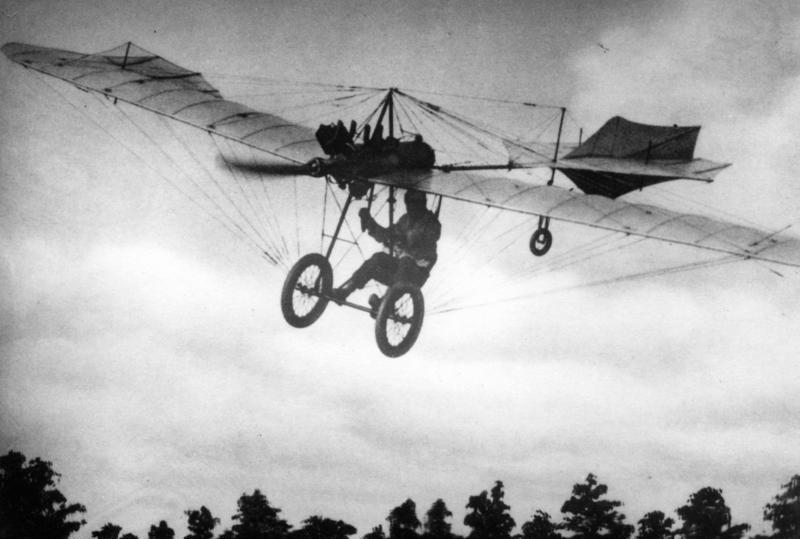
1909: Libelle

- 1909: Hans Grade unternimmt den Erstflug mit der Libelle, die im Oktober 1909 den Lanz-Preis der Lüfte gewinnen wird.
- 1933: In der Sowjetunion wird mit der GIRD-09 die erste Rakete mit Flüssigkeitsantrieb gestartet. Ein neues Kapitel in der Geschichte der russischen Luftfahrt beginnt.
- 1970: Die Venusmission der sowjetischen Raumsonde Venera 7 wird gestartet. Am 15. Dezember landet sie als erste Sonde erfolgreich auf der Venus.
- 1977: Der nuklear angetriebene sowjetische Eisbrecher Arktika erreicht als erstes über Wasser fahrendes Schiff den geografischen Nordpol.
- 1978: Nach 137 Stunden und 5781 km landen die drei US-Amerikaner Ben Abruzzo, Maxie Anderson und Larry Newman mit ihrem Ballon Double Eagle II nach der ersten Überquerung des Atlantischen Ozeans in einem Ballon bei Miserey in der Nähe von Paris.
- 1982: Die Plattenfirma Polygram stellt die ersten Audio-CDs vor: Walzer von Frédéric Chopin, gespielt von Claudio Arrau, sowie das Album The Visitors der Musikgruppe ABBA.
- 1996: Mit der Mission Sojus TM-24 startet die erste französische Raumfahrerin Claudie André-Deshays zur russischen Raumstation Mir.

### Kultur
- 1661: Les Fâcheux (Die Lästigen), die erste Comédie-ballet des französischen Komödiendichters Molière, wird auf Schloss Vaux-le-Vicomte zur Unterhaltung des Königs Ludwig XIV. uraufgeführt.
- 1772: Die Uraufführung der komischen Oper Der Krieg von Johann Adam Hiller findet in Berlin statt.
- 1852: Hans von und zu Aufseß gründet in Nürnberg das Germanische Nationalmuseum, das heute größte kulturhistorische Museum Deutschlands.
- 1876: Richard Wagners Oper Götterdämmerung wird im Rahmen der ersten Bayreuther Festspiele uraufgeführt.

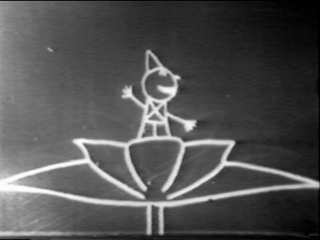
Bild aus Fantasmagorie (1908)

- 1908: Der erste bekannte Zeichentrickfilm Fantasmagorie, geschaffen von Émile Cohl, wird in Paris uraufgeführt.
- 1945: In Großbritannien erscheint die Erstauflage von George Orwells Roman Animal Farm.
- 1953: Die Uraufführung der Oper Der Prozess von Gottfried von Einem nach dem gleichnamigen Roman von Franz Kafka findet bei den Salzburger Festspielen statt.
- 1954: Die Uraufführung der Oper Penelope von Rolf Liebermann findet bei den Salzburger Festspielen statt.
- 1957: Im Rahmen der Salzburger Festspiele wird die Neufassung der auf drei Akte erweiterten Opera buffa Die Schule der Frauen von Rolf Liebermann am Salzburger Landestheater uraufgeführt.
- 1959: Miles Davis’ achtes Studioalbum Kind of Blue, das meistverkaufte Album in der Geschichte des Jazz, erscheint.
- 1960: The Beatles geben im Hamburger Rotlichtviertel St. Pauli ihr erstes Konzert unter diesem Namen.
- 1979: Die Uraufführung des Spielfilms Monty Python’s Life of Brian (Das Leben des Brian) der britischen Komikergruppe Monty Python führt zu Protesten christlicher und jüdischer Gruppierungen, die eine Verhöhnung ihrer religiösen Gefühle wahrnehmen. In der Folge kommt es zu Aufführungsboykotten und -verboten in mehreren Ländern.

### Gesellschaft
- 1896: In London wird Bridget Driscoll das erste Todesopfer in einem Verkehrsunfall, an dem ein Automobil beteiligt ist.

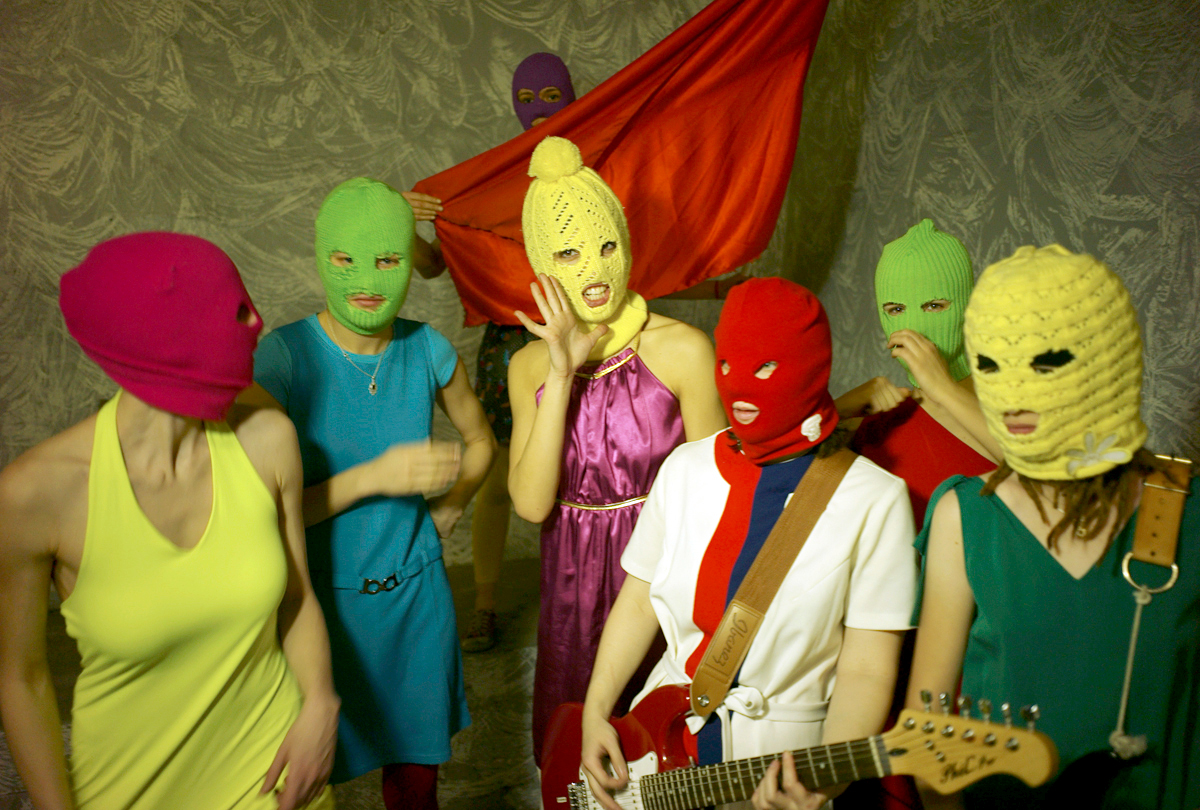
2012: Pussy Riot

- 2012: Wegen „Rowdytums aus religiösem Hass“ werden drei Mitglieder der Punk-Band Pussy Riot vor einem Moskauer Gericht zu Haftstrafen verurteilt.

### Religion
- 0682: Leo II. wird zum Papst geweiht. Er folgt auf den im Jahr zuvor gestorbenen Agatho.
- 1564: Der Jesuitenorden übernimmt formell die Universität Dillingen in der Donaustadt.

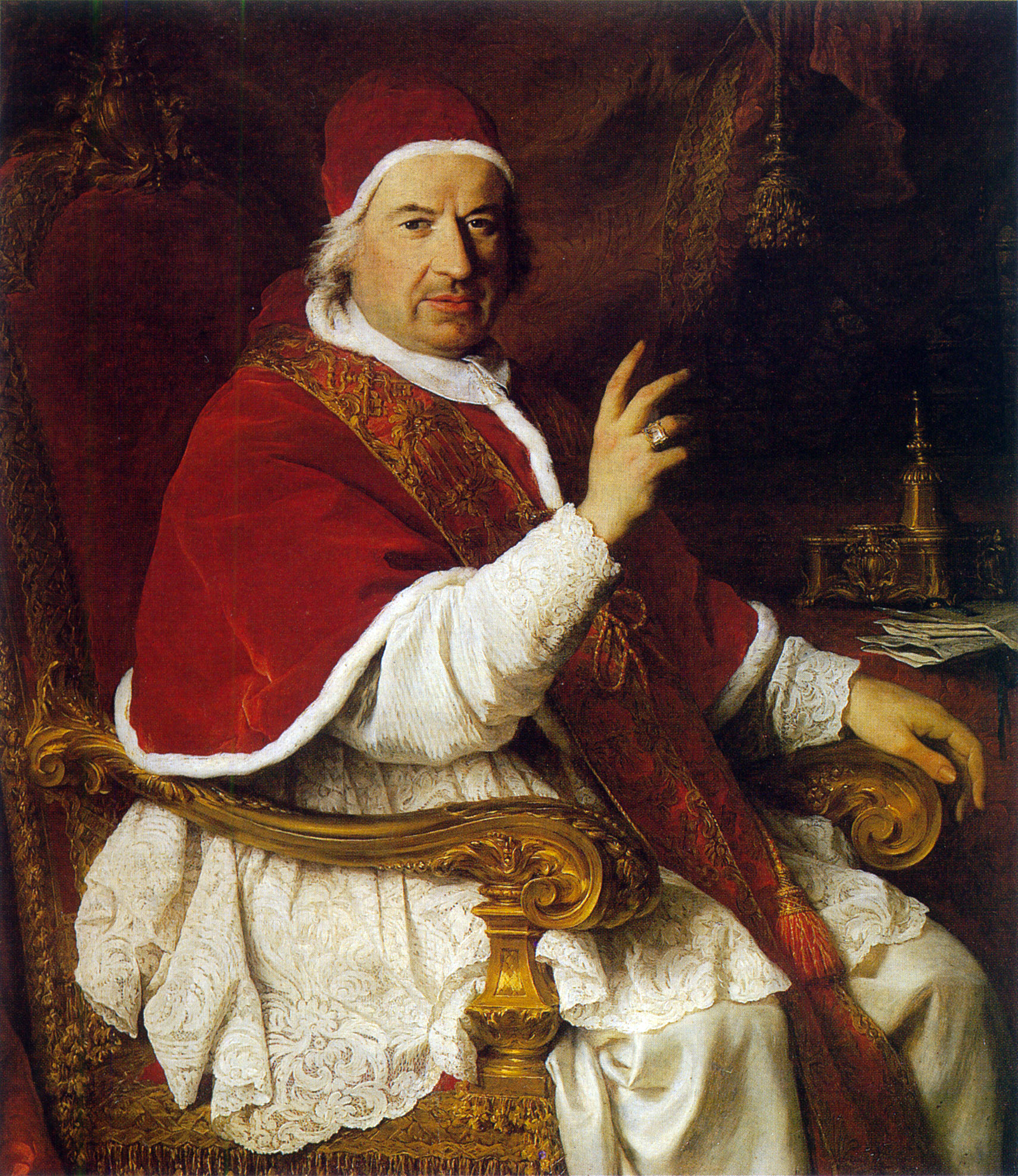
1740: Papst Benedikt XIV.

- 1740: Prospero Lorenzo Lambertini wird nach sechsmonatiger Sedisvakanz als Nachfolger von Clemens XII. zum Papst gewählt und nimmt den Namen Benedikt XIV. an.

### Katastrophen
- 1668: Ein Erdbeben in Nordanatolien, im Norden der Türkei, mit einer Stärke zwischen 7,8 und 8,0 verursacht entlang des 600 km langen Abschnitts der Nordanatolischen Verwerfung schwere Schäden von Bolu im Westen bis Erzincan im Osten und kostet etwa 8000 Menschen das Leben.
- 1969: Der Hurricane Camille trifft auf die Küsten der US-Bundesstaaten Alabama, Mississippi und Louisiana, verwüstet einen großen Teil der Golfküste und tötet 143 Menschen.
- 1974: Das Hagelunwetter richtet in Norddeutschland und Bayern Schäden von mindestens 150 Millionen DM an.
- 1995: Überschwemmungen am Oued Ourika kosteten 730 Menschen das Leben
- 1999: Das Erdbeben von Gölcük mit der Stärke 7,6 im Nordwesten der Türkei kostet nach offizieller Zählung 17.217 Menschen das Leben und verursacht 43.959 Verletzte.

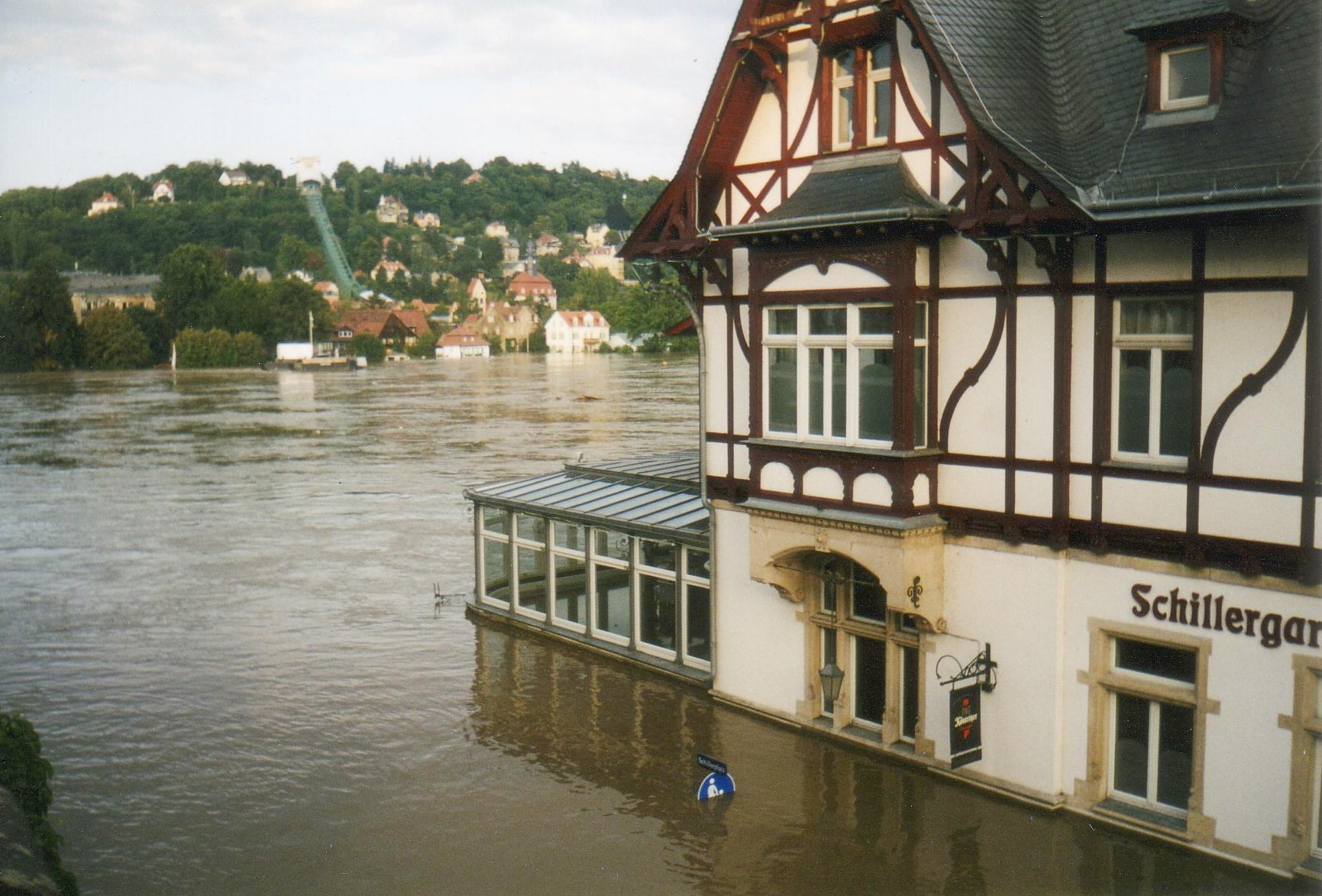
Hochwasser in Dresden

- 2002: Bei dem „Jahrhunderthochwasser“ erreicht der Pegelstand der Elbe in Dresden einen neuen historischen Höchststand. Der Zwinger und die Semperoper werden überflutet.

Kleinere Unglücksfälle sind in den Unterartikeln von Katastrophe und in der Liste von Katastrophen aufgeführt.

### Sport

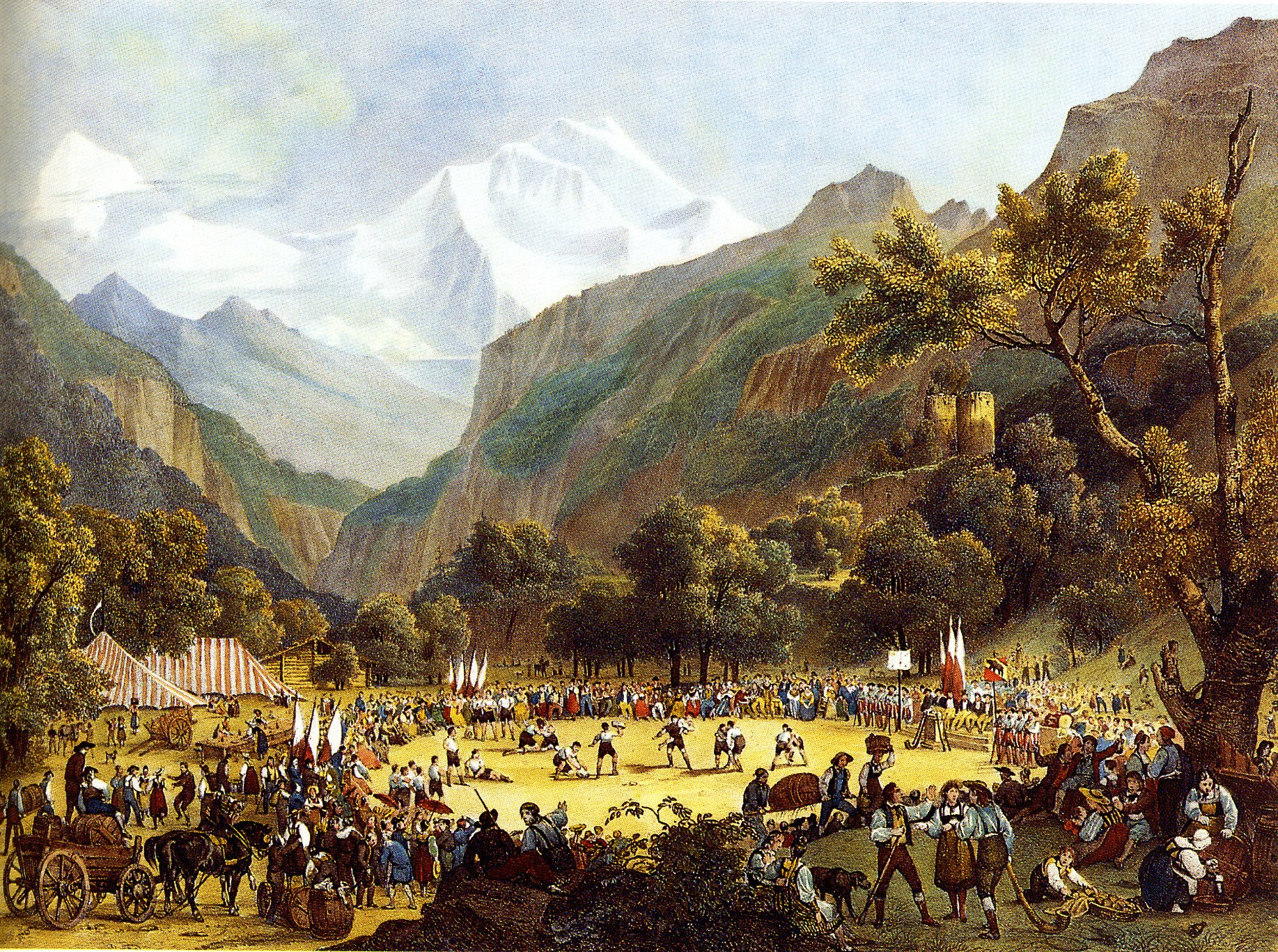
1805: Unspunnenfest

- 1805: Nahe der Burg Unspunnen bei Interlaken findet das erste Unspunnenfest statt. Das Alphirtenfest trägt zur Wiederbelebung der Schweizer Sportarten Schwingen und Steinstossen bei.
- 1977: Dieter Müller stellt mit seinen sechs Toren im Bundesligaspiel 1. FC Köln gegen Werder Bremen (Endstand 7:2) einen bis heute gültigen Rekord auf.
- 1987: Mit ihrem Sieg im Finale des Tennisturniers von Manhattan Beach über Chris Evert wird Steffi Graf neue Nummer 1 der Tennis-Weltrangliste der Damen und löst damit Martina Navratilova ab; sie wird diese Position 377 Wochen lang innehaben.
- 2014: England gewinnt das Finale der Frauen-Rugby-Union-Weltmeisterschaft in Paris 21:9 gegen Kanada.

Einträge von Leichtathletik-Weltrekorden befinden sich unter der jeweiligen Disziplin unter Leichtathletik.

## Geboren

### Vor dem 18. Jahrhundert
- 1153: Wilhelm von Poitiers, ältester Sohn von Heinrich II. von England
- 1443: Thilo von Trotha, Bischof von Merseburg, Rektor der Universität Leipzig
- 1473: Richard of Shrewsbury, 1. Duke of York und Norfolk
- 1501: Graf Philipp II. von Hanau-Münzenberg, Graf von Hanau-Münzenberg
- 1578: Francesco Albani, italienischer Maler der bolognesischen Schule
- 1578: Johann, erster Fürst von Hohenzollern-Sigmaringen

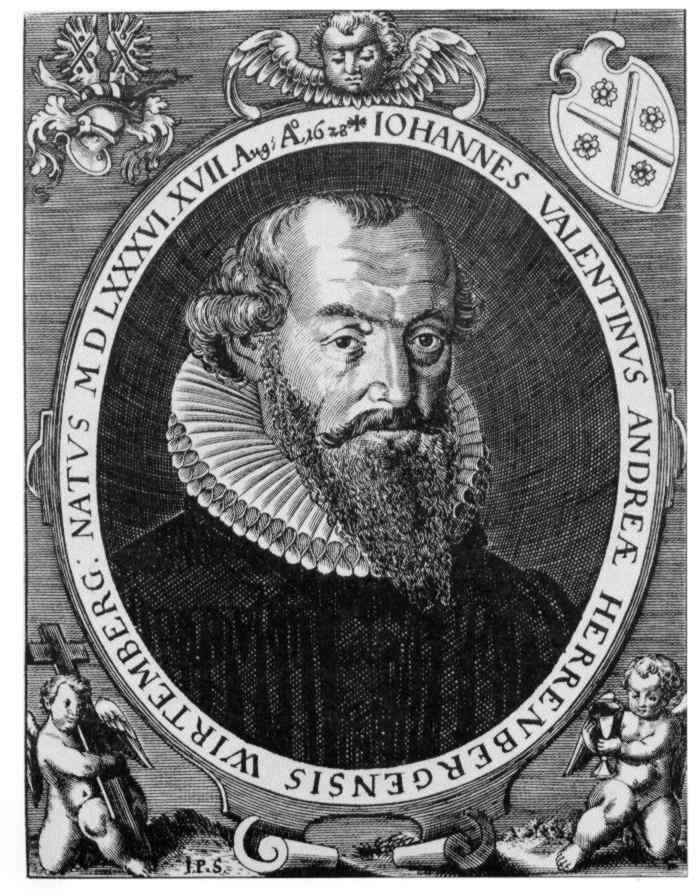
Johann Valentin Anreae (* 1586)

- 1586: Johann Valentin Andreae, deutscher Schriftsteller, Mathematiker, Theologe
- 1590: Manuel de Moura, portugiesischer Adliger, Statthalter der habsburgischen Niederlanden
- 1603: Lennart Torstensson, schwedischer Feldmarschall, Reichsrat und Generalgouverneur
- 1612: Jeremi Wiśniowiecki, polnischer Magnat und Feldherr
- 1629: Johann III. Sobieski, polnischer König
- 1633: Michael Bergmann, deutscher Autor von Nachschlagewerken
- 1636: Johann Caspar Horn, deutscher Komponist, Jurist und Arzt
- 1637: Johann Gerhard Arnold, deutscher Historiker, Konsistorialrat und Gymnasialrektor
- 1654: Hans Haubold von Einsiedel, kursächsischer Hofbeamter
- 1671: Niklaus Tscheer, Schweizer Pietist und Schriftsteller
- 1675: Johann Adolph Wedel, deutscher Mediziner
- 1686ː Anna Euphrosine Mogen, deutsche Schriftstellerin und Historikerin
- 1686: Nicola Antonio Porpora, italienischer Komponist und Gesangslehrer
- 1699: Bernard de Jussieu, französischer Botaniker
- 1699ː Auguste Friederike Wilhelmine von Nassau-Idstein, Fürstin von Nassau-Weilburg
- 1700: Johann Michael Beer von Bleichten, österreichischer Baumeister und Architekt

### 18. Jahrhundert
- 1717: Heinrich Wilhelm von Huth, dänischer General der Artillerie
- 1717: Darius Sessions, Vizegouverneur der Colony of Rhode Island and Providence Plantations

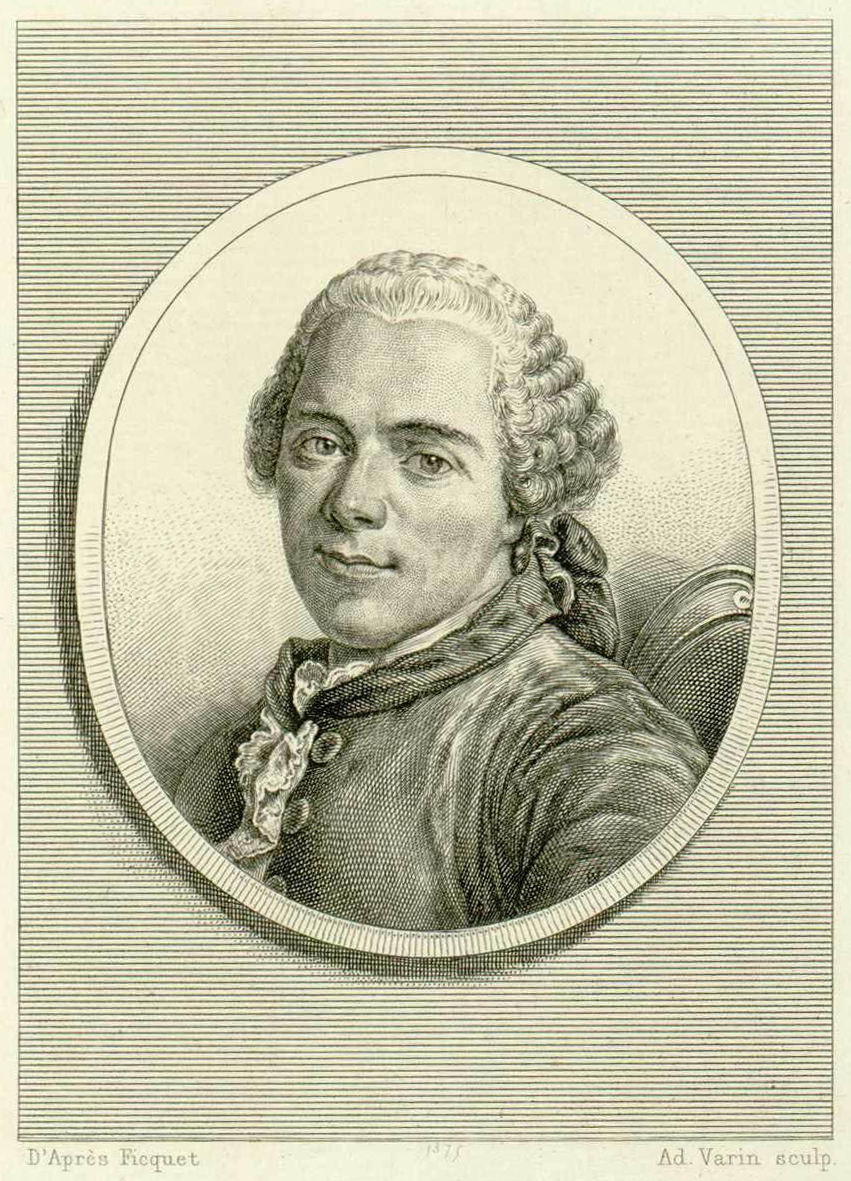
Charles Eisen (* 1720)

- 1720: Charles Eisen, französischer Maler
- 1724: Gottlieb Friedrich Riedel, deutscher Maler und Kupferstecher
- 1735: Tobias Furneaux, britischer Entdecker, umsegelte als erster die Erde in beide Richtungen
- 1738: Coelestin II. Steiglehner, letzter Fürstabt von Kloster St. Emmeram
- 1743: Eberhard August Wilhelm von Zimmermann, deutscher Geograf und Biologe
- 1753: Josef Dobrovský, tschechischer Philologe und Slawist
- 1754: Louis-Marie Stanislas Fréron, französischer Politiker
- 1757: Adam von Bartsch, österreichischer Künstler und Kunstschriftsteller und Begründer der systematisch-kritischen Graphikwissenschaft
- 1761: William Carey, britischer Botaniker und Missionar, Gründer der Baptist Missionary Society
- 1764: Karl Friedrich von Holtzendorff, preußischer General
- 1767: Bernhard Mitterbacher, böhmischer Mediziner
- 1768: Louis Charles Antoine Desaix, französischer General
- 1769: Peter Alois Gratz, katholischer Bibelwissenschaftler
- 1774: Augustin Andreas Geyer, katholischer Geistlicher und Fossiliensammler

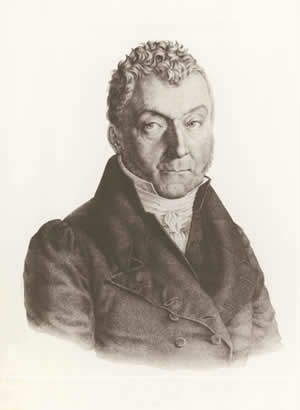
Ignaz Paul Vital Troxler (* 1780)

- 1780: Ignaz Paul Vital Troxler, Schweizer Arzt, Politiker und Philosoph
- 1780: Georg von Wangenheim, hannoverscher Oberhofmarschall
- 1786: Davy Crockett, US-amerikanischer Politiker und Kriegsheld

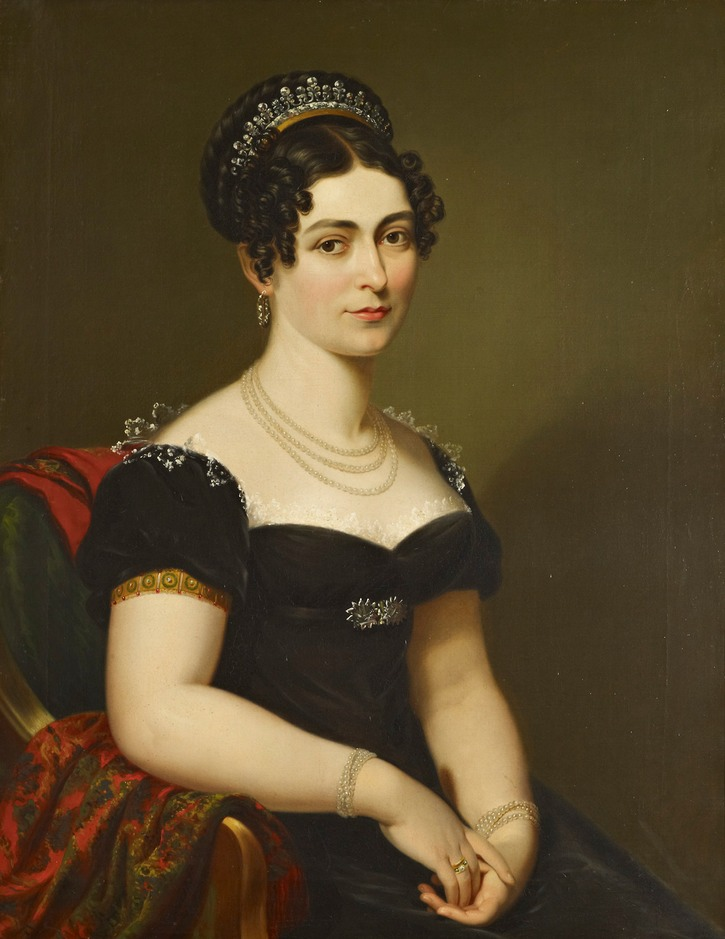
Victoire von Sachsen-Coburg-Saalfeld (* 1786)

- 1786: Victoire von Sachsen-Coburg-Saalfeld, Mutter der britischen Königin Victoria
- 1798: Anton Antonowitsch Delwig, russischer Lyriker
- 1798: Pawel Nikolajewitsch Demidow, russischer Offizier und Philanthrop
- 1799: Franz Josef Greith, Schweizer Musikpädagoge und Komponist
- 1799: Robert von Mohl, deutscher Staatswissenschaftler
- 1799: Barbu Dimitrie Știrbei, Fürst der Walachei
- 1799: Karlmann Tangl, österreichischer Altphilologe und Historiker

### 19. Jahrhundert

#### 1801–1850

Frederika Bremer (* 1801)

- 1801: Fredrika Bremer, schwedische Schriftstellerin, Initiatorin der schwedischen Frauenbewegung
- 1803: Joseph Marchand, französischer Missionar, Heiliger und Märtyrer der römisch-katholischen Kirche
- 1803: Karl Alexander von Seckendorff-Aberdar, württembergischer Obersthofmeister
- 1804: Ludwig von Reinhard, deutscher Diplomat
- 1805: Wilhelm von Thüngen, bayerischer Gutsbesitzer und Politiker
- 1806: Johann Kaspar Mertz, österreichischer Komponist und Gitarrist
- 1806: Karl von Schrenck, bayerischer Politiker
- 1807: Eduard Süskind, deutscher Pfarrer, Landwirt und Politiker
- 1808: Charles Derriey, französischer Stempelschneider, Typograf, Buchdrucker und Schriftgießer
- 1809: Julius Neuberth, deutscher Naturforscher und Magnetiseur
- 1809: Ludwig Weber, österreichischer Unternehmer und Politiker
- 1810: Ludwig Duncker, deutscher Theologe und Hochschullehrer
- 1811: Heinrich August Theodor Ludolphi, deutscher Schriftsteller
- 1811: Johannes Henricus Scholten, niederländischer Theologe
- 1812: August Becker, deutscher Schriftsteller, Journalist, Politiker und Theologe
- 1812: Eduard Mayer, deutscher Bildhauer
- 1812: Robert M. Riddle, US-amerikanischer Politiker
- 1812: Hippolyte-Marie de Rosnyvinen, französischer General
- 1813: Sarah Porter, US-amerikanische Erzieherin und Gründerin der Miss Porter’s School
- 1814: Carl Ausfeld, deutscher Richter und Politiker
- 1814: Adolph Heinrich Wappäus, deutscher Kaufmann und Reeder
- 1815: William Wallace Smith Bliss, US-amerikanischer Offizier
- 1815: Ferdinand Büttner, deutscher Unternehmer und Politiker
- 1815: Adam Goswin Glaser, deutscher Stahl- und Kupferstecher
- 1815: Carl Koch, deutscher Ölmüller und Politiker

- 1816: Benjamin Bilse, deutscher Dirigent und Komponist
- 1818: Heinrich Hirzel, Schweizer evangelischer Geistlicher
- 1819: Louis Gast, deutscher Kaufmann, Ehrenbürger von Wittenberg
- 1820ː Sidonie de la Houssaye, US-amerikanische Schriftstellerin
- 1821: Philetus Walter Norris, Zweiter Superintendent des Yellowstone-Nationalparkes
- 1828: Maria Deraismes, französische Schriftstellerin, Humanistin und Frauenrechtlerin, Gründungsmitglied des Droit Humain

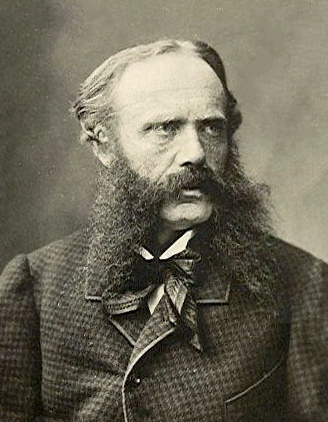
Richard von Volkmann (* 1830)

- 1830: Richard von Volkmann, deutscher Chirurg und Märchenautor
- 1833: Karl von Czyhlarz, böhmischer Jurist und Politiker
- 1834: Adolf von Beckerath, deutscher Kunstsammler
- 1834: Peter Benoit, belgischer Komponist und Professor
- 1839: Abdyl Frashëri, albanischer Politiker
- 1842: Hugo Egmont Hørring, dänischer Jurist und Politiker, Ministerpräsident
- 1843ː Kerstin Cardon, schwedische Malerin
- 1843: Mariano Rampolla del Tindaro, italienischer Kardinalstaatssekretär unter Papst Leo XIII.
- 1844: Menelik II., Kaiser von Äthiopien
- 1844: Franziska von Wertheimstein, Wiener Mäzenin
- 1848: Richard Loening, deutscher Rechtswissenschaftler
- 1850: Lucien Gautier, Schweizer evangelischer Theologe und Hochschullehrer

#### 1851–1900
- 1851ː Marthe Renate Fischer, deutsche Schriftstellerin
- 1851: Carl Hintze, deutscher Mineraloge und Kristallograph

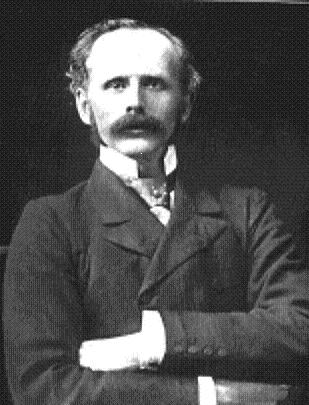
Henry Drummond (* 1851)

- 1851: Henry Drummond, schottischer evangelikaler Autor und Dozent
- 1855: Wilhelm Grube, deutscher Sinologe
- 1858: Robert von Diessbach, Schweizer Jurist, Heimatforscher und Tierschützer
- 1859: Helene Anton, deutsche Schriftstellerin
- 1861: Ludwig von Hofmann, deutscher Maler, Grafiker und Gestalter
- 1863: Fritz Greve, deutscher Maler und Kunstprofessor
- 1863: Johannes Methöfer, niederländischer Autor und Anarchist
- 1864: Charles Cooley, US-amerikanischer Soziologe
- 1864: Edward W. Eberle, US-amerikanischer Admiral, Chief of Naval Operations
- 1865: Otto Pflanzl, österreichischer Heimatdichter

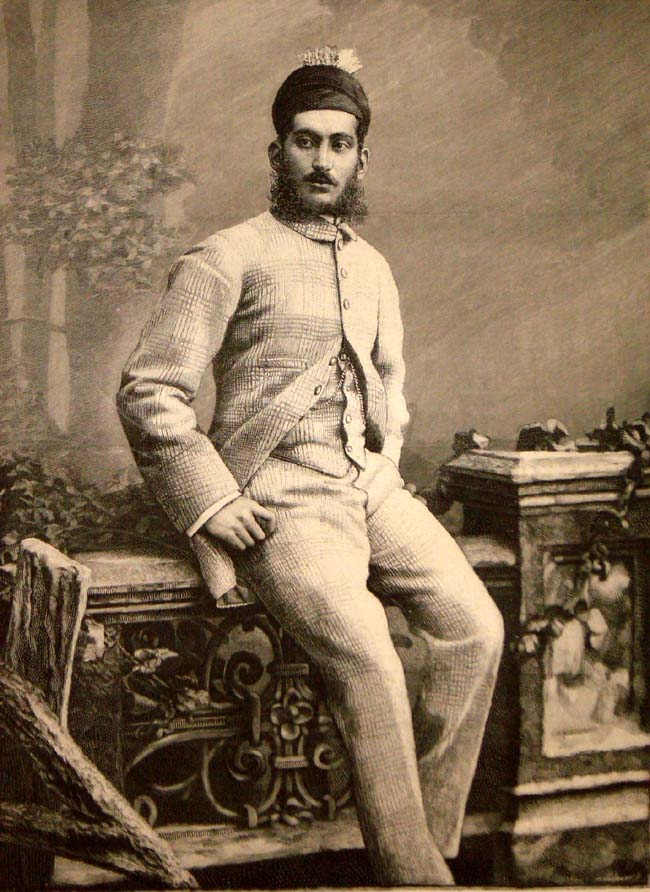
Asaf Jah VI. (* 1866)

- 1866: Asaf Jah VI., Fürst von Hyderabad
- 1868: Edward Józef Abramowski, polnischer Philosoph, Psychologe, Soziologe und Anarchist
- 1871: Wilhelm Appun, deutscher Politiker
- 1874: Raimund Nimführ, österreichischer Luftfahrttheoretiker und Flugzeugpionier
- 1875: Karl Roth, deutscher Architekt
- 1875: Knud Zimsen, Bürgermeister von Reykjavík
- 1876: Theodor Däubler, deutscher Schriftsteller, Epiker, Lyriker, Erzähler, und Kunstkritiker
- 1876: Eric Drummond, 7. Earl of Perth, britischer Politiker und Diplomat, erster Generalsekretär des Völkerbundes

Mathilde von Bayern (* 1877)

- 1877: Mathilde von Bayern, Prinzessin von Bayern
- 1877: Dragutin Dimitrijević, serbischer Politiker und Offizier
- 1878: Oliver St. John Gogarty, irischer Dichter, Autor, Arzt und Parlamentsabgeordneter

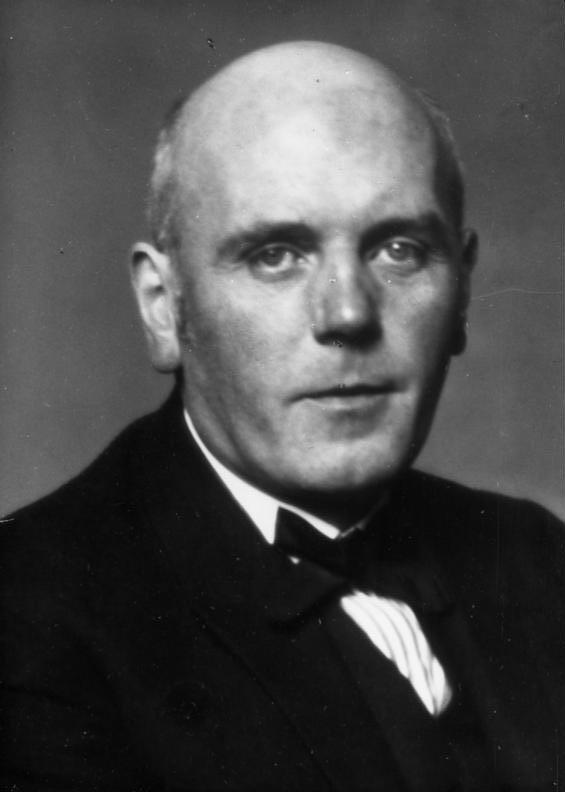
Paul Ludwig Troost (* 1878)

- 1878: Paul Ludwig Troost, deutscher Architekt
- 1879: Alexander Iljitsch Dutow, kasachisch-russischer General im Russischen Bürgerkrieg
- 1879: Samuel Goldwyn, US-amerikanischer Filmproduzent
- 1880: Leo Ascher, österreichischer Komponist und Jurist
- 1880: Karel Engliš, tschechischer Ökonom und Politologe
- 1880: Paul Kammerer, österreichischer Zoologe
- 1882: Paul Andres, Schweizer Arzt und Politiker
- 1883: Friedrich Muckermann, deutscher katholischer Publizist und Jesuit, Gegner des Nationalsozialismus
- 1884: Rudolf Gercke, deutscher General
- 1884: Dario Resta, italienisch-britischer Automobilrennfahrer

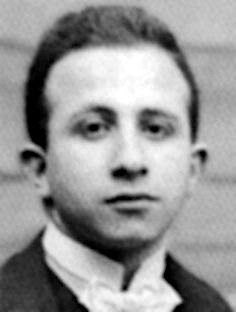
Kurt Hiller (* 1885)

- 1885: Kurt Hiller, deutscher Schriftsteller und Publizist
- 1885: Clara Gertrud Wichmann, niederländische Juristin, Publizistin
- 1886: Stefan Bryła, polnischer Ingenieur
- 1887: Adriaan Daniël Fokker (Pseudonym Arie de Klein), niederländischer Physiker, Musiker und Komponist
- 1887: Marcus Garvey, jamaikanischer Journalist
- 1887: Karl I., Kaiser von Österreich und König von Ungarn
- 1887: Egon Lustgarten, österreichischer Dirigent und Komponist
- 1887: Elvezia Michel-Baldini, Schweizer Malerin, Zeichnerin und Kunstweberin
- 1889: Lalla Carlsen, norwegische Schauspielerin und Sängerin
- 1890: Harry Hopkins, US-amerikanischer Politiker
- 1891: Arthur Gütt, deutscher Arzt und Eugeniker, SS-General und Hauptvertreter der NS-Rassenhygiene
- 1891: Moritz Mitzenheim, Bischof der evangelischen Landeskirche von Thüringen
- 1893: Grete Albrecht, deutsche Neurologin, Psychotherapeutin und Präsidentin des Deutschen Ärztinnenbundes
- 1893: Paul Schultheiss, deutscher General

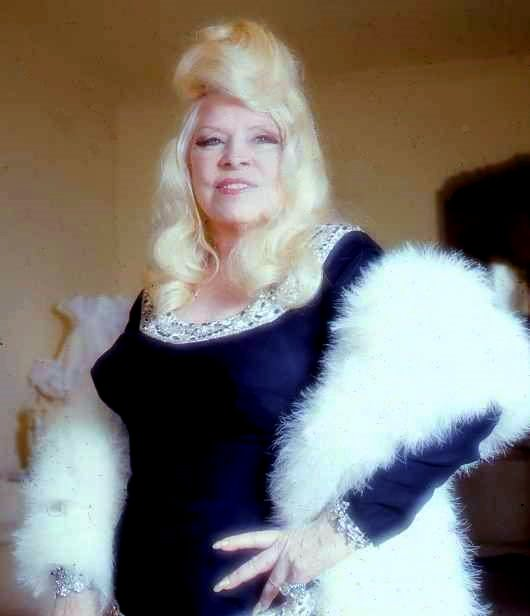
Mae West (* 1893)

- 1893: Mae West, US-amerikanische Filmschauspielerin und Drehbuchautorin
- 1894: Erich Orthmann, deutscher Dirigent
- 1894: Otto Suhr, deutscher Politiker, MdL, Präsident des Abgeordnetenhauses, Regierender Bürgermeister von Berlin
- 1895: Caroline Haslett, britische Elektroingenieurin
- 1896: Leslie R. Groves, US-amerikanischer General, militärischer Leiter im Manhattan-Projekt
- 1896: Lotte Jacobi, US-amerikanische Fotografin
- 1897: Camille Royer, französischer Automobilrennfahrer
- 1897: Jean Vaurez, französischer Automobilrennfahrer
- 1899: Wilfried Basse, deutscher Dokumentarfilmer und Kameramann
- 1900: Vivienne von Wattenwyl, schweizerisch-britische Reiseschriftstellerin

### 20. Jahrhundert

#### 1901–1925
- 1901: Heðin Brú, färöischer Schriftsteller
- 1901: Irena Kurpisz-Stefanowa, polnische Pianistin und Musikpädagogin

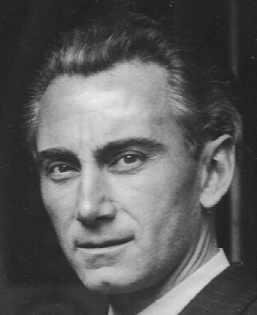
Henri Tomasi (* 1901)

- 1901: Henri Tomasi, französischer Komponist und Dirigent
- 1902: Otto Fischl, tschechoslowakischer Politiker
- 1903: Abram Chasins, US-amerikanischer Komponist, Pianist und Musikwissenschaftler
- 1903: Olav Sunde, norwegischer Leichtathlet
- 1904: Giulio Razzi, italienischer Komponist und Dirigent
- 1904: Franz Reuss, deutscher Generalmajor

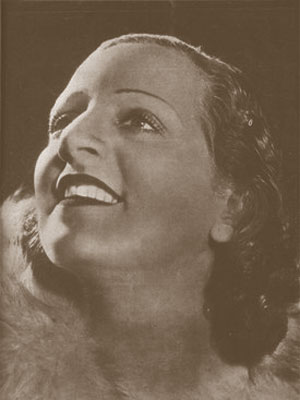
Ada Falcón (* 1905)

- 1905: Ada Falcón, argentinische Tango-Tänzerin, Sängerin und Filmschauspielerin
- 1906: Marcelo Caetano, portugiesischer Diktator
- 1906: Eduard Strauch, deutscher Offizier, Kriegsverbrecher
- 1907: Roger Peyrefitte, französischer Schriftsteller und Diplomat

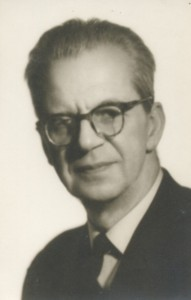
Zygmunt Mycielski (* 1907)

- 1907: Zygmunt Mycielski, polnischer Komponist
- 1907: Heinrich Stühlmeyer, deutscher Custos und Kantor
- 1908: Kurt Hessenberg, deutscher Komponist und Musikpädagoge
- 1909: Fritz Hippler, deutscher Filmpolitiker
- 1909: Wilf Copping, englischer Fußballspieler
- 1910: Ossi Aalto, finnischer Jazz-Schlagzeuger und Orchesterleiter
- 1910: Erkki Aaltonen, finnischer Komponist
- 1911: Martin Sandberger, deutscher Offizier, Kriegsverbrecher
- 1911: Michail Moissejewitsch Botwinnik, russischer Schach-Großmeister
- 1912: Martinus Lambillion, niederländischer Boxer

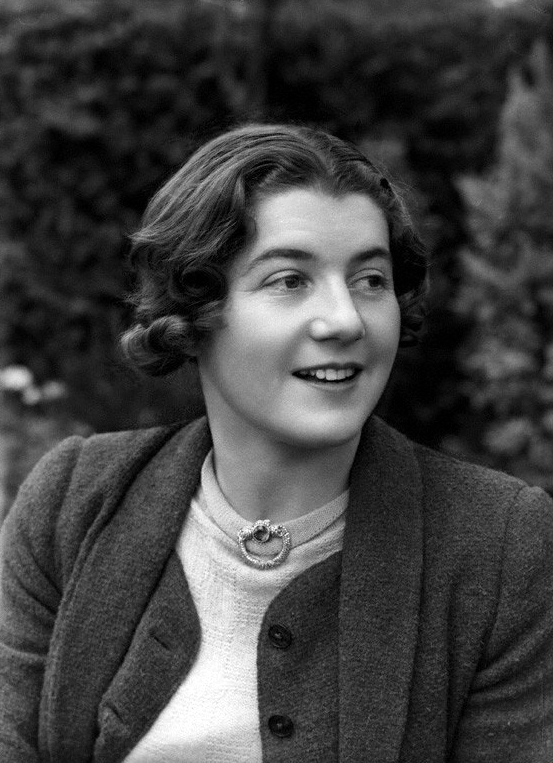
Peggy Scriven (* 1912)

- 1912: Margaret Scriven, britische Tennisspielerin

Mark Felt (* 1913)

- 1913: Mark Felt, US-amerikanischer FBI-Agent, Informant in der Watergate-Affäre
- 1913: Oscar Gálvez, argentinischer Automobilrennfahrer
- 1913: Siegfried Zoglmann, deutscher Politiker, MdL, MdB
- 1916: Urban Thiersch, deutscher Bildhauer
- 1916: Walter Schwier, deutscher Politiker und Kommunalbeamter
- 1917: Gianni Agus, italienischer Schauspieler
- 1917: Toni Hagen, Schweizer Geologe und Entwicklungshelfer

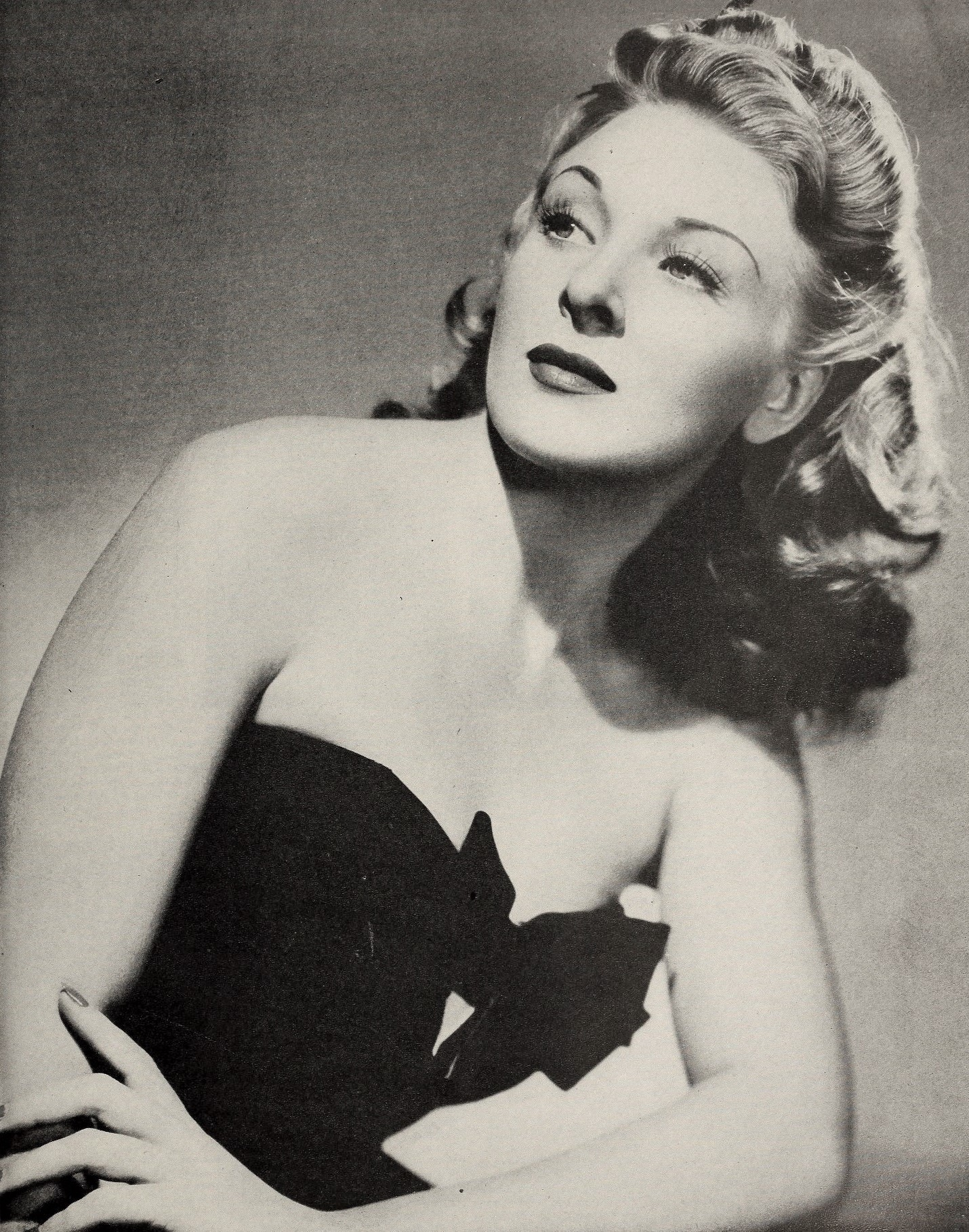
Evelyn Ankers (* 1918)

- 1918: Evelyn Ankers, britische Schauspielerin
- 1918: Ike Quebec, US-amerikanischer Jazz-Tenorsaxophonist und Musikproduzent
- 1919: Nada Fiorelli, italienische Schauspielerin

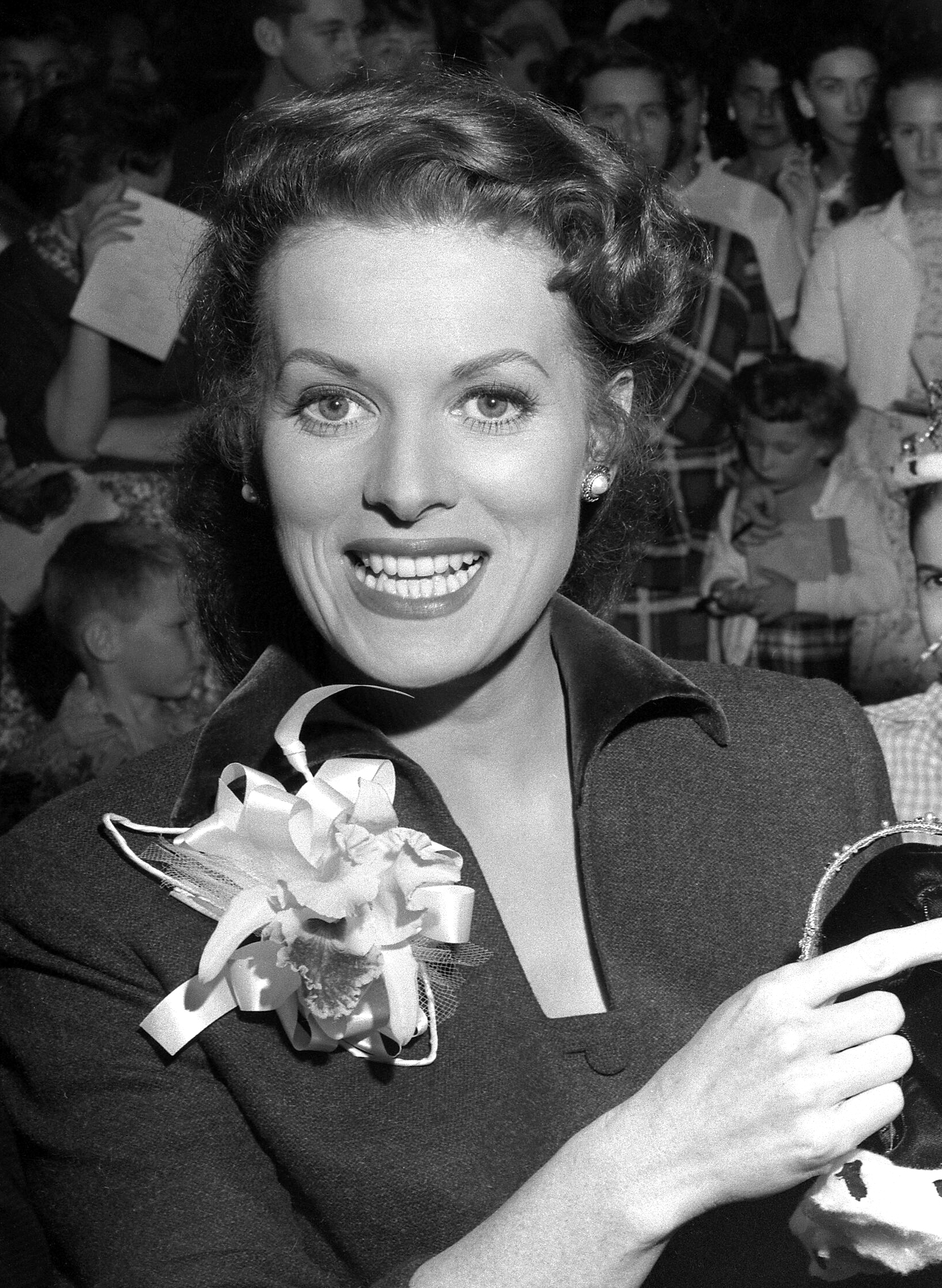
Maureen O’Hara (* 1920)

- 1920: Maureen O’Hara, irisch-US-amerikanische Schauspielerin
- 1921: Geoffrey Rudolph Elton, britischer Historiker deutscher Herkunft
- 1921: Walter Koschatzky, österreichischer Kunsthistoriker
- 1922: Rudolf Haag, deutscher Physiker
- 1922: Maurice Tillieux, belgischer Comiczeichner
- 1922: Paul Wiens, deutscher Lyriker, Übersetzer und Autor
- 1923: Robert Sabatier, französischer Schriftsteller und Literaturkritiker
- 1923: Chaleo Yoovidhya, thailändischer Geschäftsmann
- 1924: Jim Finney, britischer Fußball-Schiedsrichter
- 1924: Peter Garden, deutscher Schauspieler, Sänger und Showmaster
- 1925: Ellen Umlauf, österreichische Schauspielerin

#### 1926–1950
- 1926: Duilio Brignetti, italienischer Moderner Fünfkämpfer

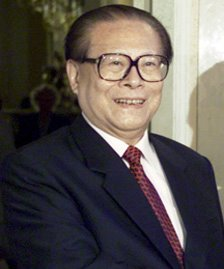
Jiang Zemin (* 1926)

- 1926: Jiang Zemin, chinesischer Politiker
- 1927: Sam Butera, US-amerikanischer Tenorsaxophonist und Arrangeur
- 1927: Arnold Maury, deutscher Komponist
- 1928: Elisabeth Ströker, deutsche Philosophin
- 1929: Petar Perović, jugoslawischer Handballspieler und -trainer
- 1929: Francis Gary Powers, US-amerikanischer Pilot
- 1930: Ted Hughes, britischer Dichter und Schriftsteller
- 1931: Jacques Neirynck, schweizerisch-belgischer Elektrotechniker, Verbraucherschützer, Autor und Politiker, Nationalrat

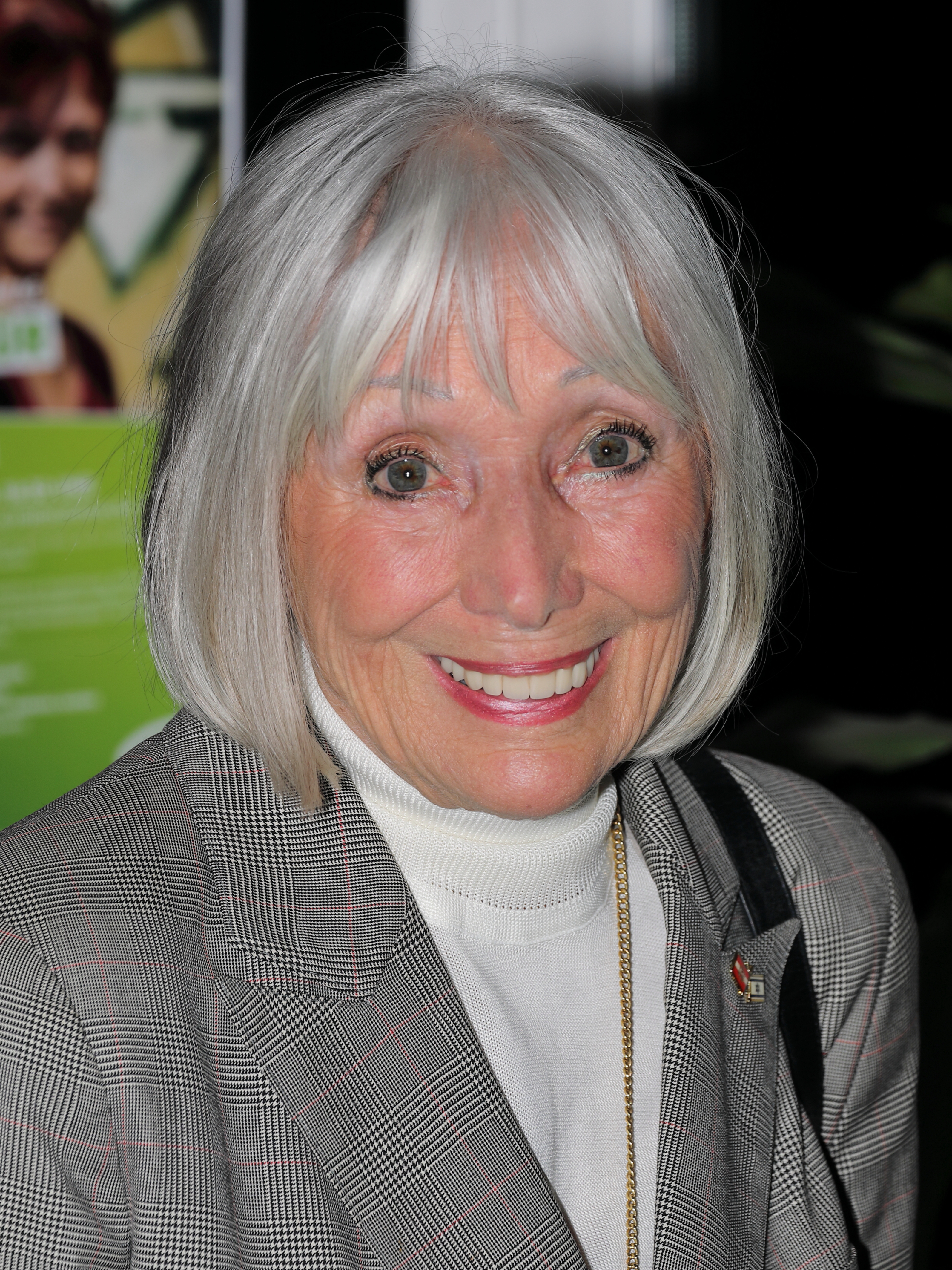
Topsy Küppers (* 1931)

- 1931: Topsy Küppers, österreichische Schauspielerin und Sängerin
- 1932: V. S. Naipaul, westindischer Schriftsteller, Nobelpreisträger
- 1932: Jean-Jacques Sempé, französischer Cartoonist
- 1933: Mark Dinning, US-amerikanischer Popsänger

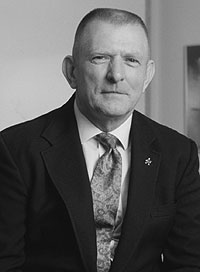
Gene Kranz (* 1933)

- 1933: Gene Kranz, US-amerikanischer Raumfahrtfunktionär
- 1934: Marian Borkowski, polnischer Komponist, Pianist, Musikwissenschaftler und -pädagoge
- 1934: Ron Henry, englischer Fußballspieler
- 1934: Dako Radošević, jugoslawischer Leichtathlet

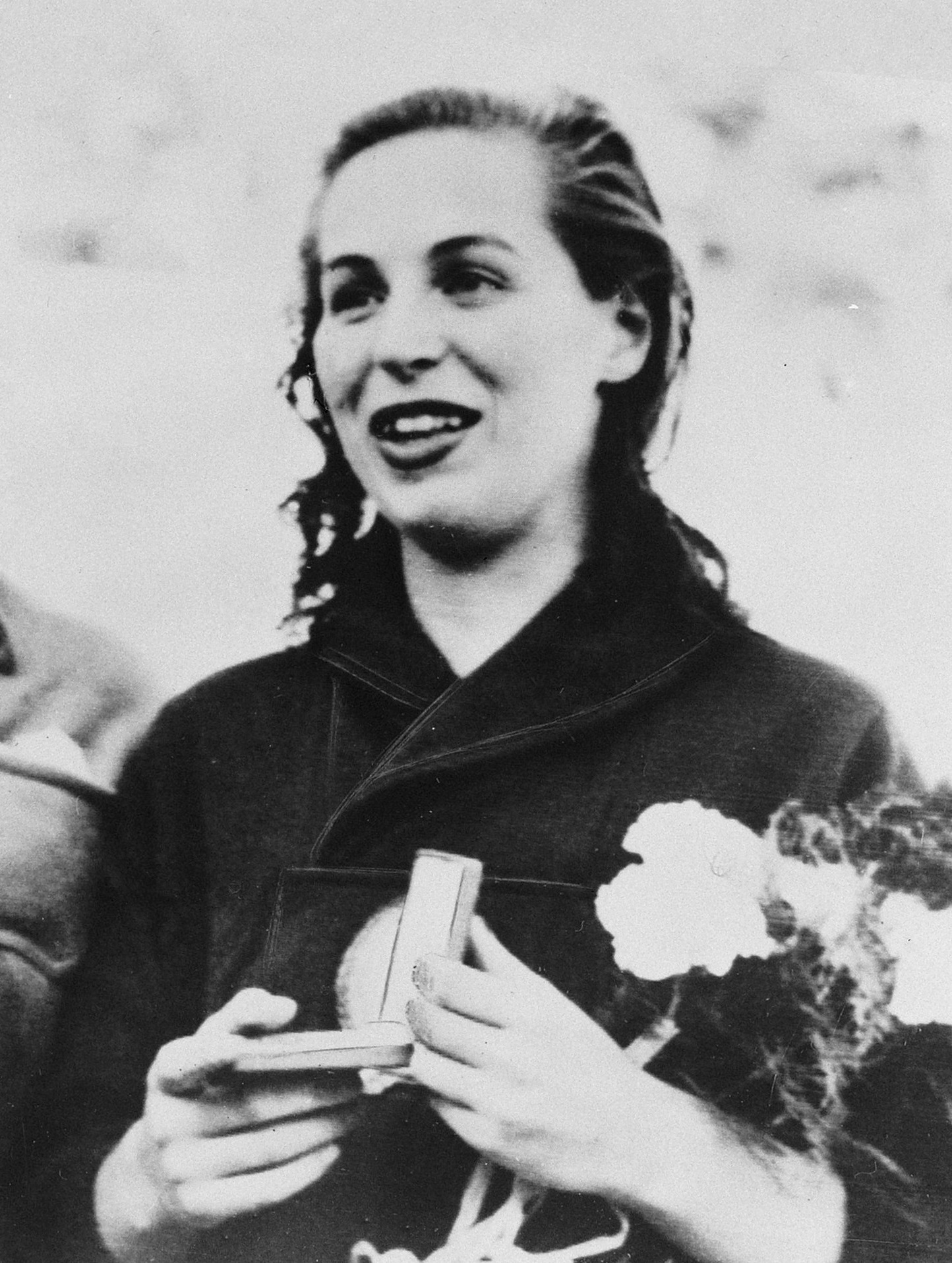
Katalin Szőke (* 1935)

- 1935: Katalin Szőke, ungarische Schwimmerin
- 1935: Gunnar Wiklund, schwedischer Schlagersänger
- 1936: Tsegaye Gabre-Medhin, äthiopischer Schriftsteller

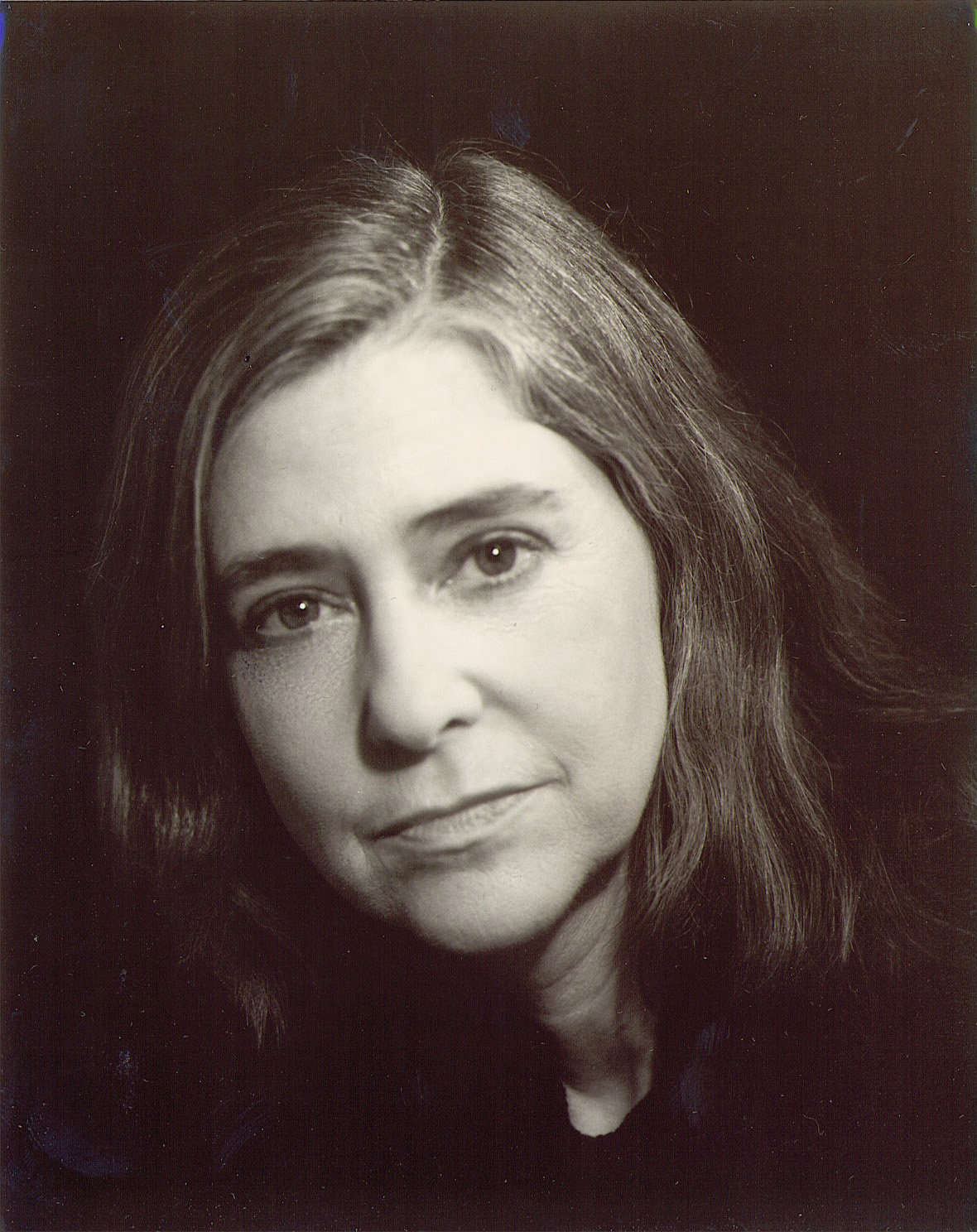
Margaret Hamilton (* 1936)

- 1936: Margaret Hamilton, US-amerikanische Informatikerin und Mathematikerin
- 1936: Ivan Parík, slowakischer Komponist
- 1937: Michael Fitzgerald, britischer Geistlicher, Titularbischof von Nepte, Apostolischer Nuntius in Ägypten, Kardinal
- 1938: Dorothee Jetter, deutsche Pädagogin
- 1938: Hubert Markl, deutscher Zoologe, Verhaltensforscher und Wissenschaftsmanager, Präsident der Deutschen Forschungsgemeinschaft, Präsident der Max-Planck-Gesellschaft
- 1938ː Trina Robbins, US-amerikanische Underground-Comic-Zeichnerin
- 1939: Luther Allison, US-amerikanischer Blues-Gitarrist
- 1939: Gerd Edler von Löw, deutscher Brigadegeneral des Heeres der Bundeswehr
- 1939: Waleri Gawrilin, russischer Komponist
- 1939: Peter Wenzel, deutscher Fußballspieler
- 1940: Klaus Riebschläger, deutscher Jurist und Politiker, MdA
- 1941: Ibrahim Babangida, nigerianischer Offizier, Oberbefehlshaber der Armee, Staatspräsident
- 1941: Lothar Bisky, deutscher Kulturwissenschaftler und Politiker
- 1941: Werner Schreiber, deutscher Politiker
- 1941: Jutta Semler, deutsche Medizinerin
- 1941: Jürgen Thumann, deutscher Unternehmer und Verbandsfunktionär
- 1941: Fritz Wepper, deutscher Schauspieler
- 1942: Ulrich Knellwolf,  Schweizer Pfarrer und Kriminalschriftsteller
- 1942: Müslüm Maqomayev, aserbaidschanischer Opern- und Schlagersänger
- 1942ː Irène Némirovsky, französische Schriftstellerin, Opfer des Holocaust
- 1943: Christian Kluttig, deutscher Dirigent, Pianist und Hochschullehrer

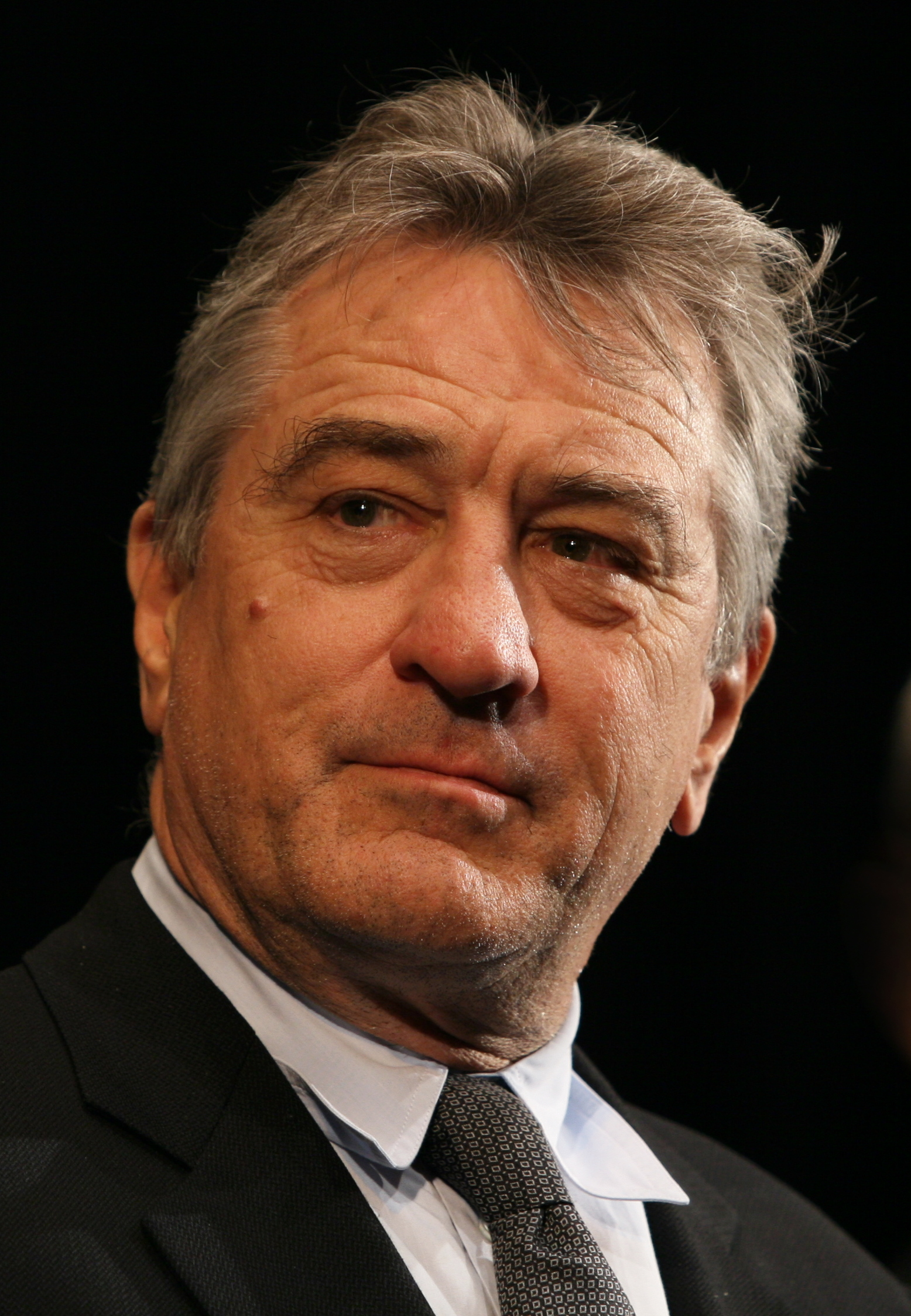
Robert De Niro (* 1943)

- 1943: Robert De Niro, US-amerikanischer Schauspieler und Produzent
- 1943: Panajotis Kondylis, griechischer Philosoph
- 1943: Marion Maerz, deutsche Schlagersängerin
- 1944: Jörg Friedrich, deutscher Schriftsteller
- 1944: Rexhep Meidani, albanischer Politiker, Staatspräsident
- 1944: Judi Rollick, kanadische Badmintonspielerin
- 1945: Norbert Wendelin Mtega, tansanischer Geistlicher
- 1945: Rachel Pollack, US-amerikanische Science-Fiction-, Esoterik- und Comic-Buch-Autorin
- 1946: Helmut Pechlaner, österreichischer Zoologe
- 1946: Peter Schwenkmezger, deutscher Psychologe
- 1947: Mohamed Abdelaziz, marokkanischer Politiker, erste Staatspräsident der Demokratischen Arabischen Republik Sahara
- 1949: Jean-Noël Augert, französischer Skirennläufer und Unternehmer
- 1949: Henning Jensen, dänischer Fußballspieler
- 1949: Frank Siebeck, deutscher Leichtathlet
- 1949: Edgar Schneider, deutscher Fußballspieler
- 1950: Christian Kohlund, Schweizer Schauspieler

#### 1951–1975
- 1951: Konrad Weise, deutscher Fußballspieler
- 1951: Nicolai Worm, deutscher Ökotrophologe und Ernährungswissenschaftler
- 1952: Heiner Goebbels, deutscher Komponist, Regisseur und Hörspielmacher
- 1952: Nelson Piquet, brasilianischer Automobilrennfahrer
- 1953: Ueli Haldimann, Schweizer Journalist und Direktor des Schweizer Fernsehens
- 1953: Manfred Kolbe, deutscher Politiker, MdB

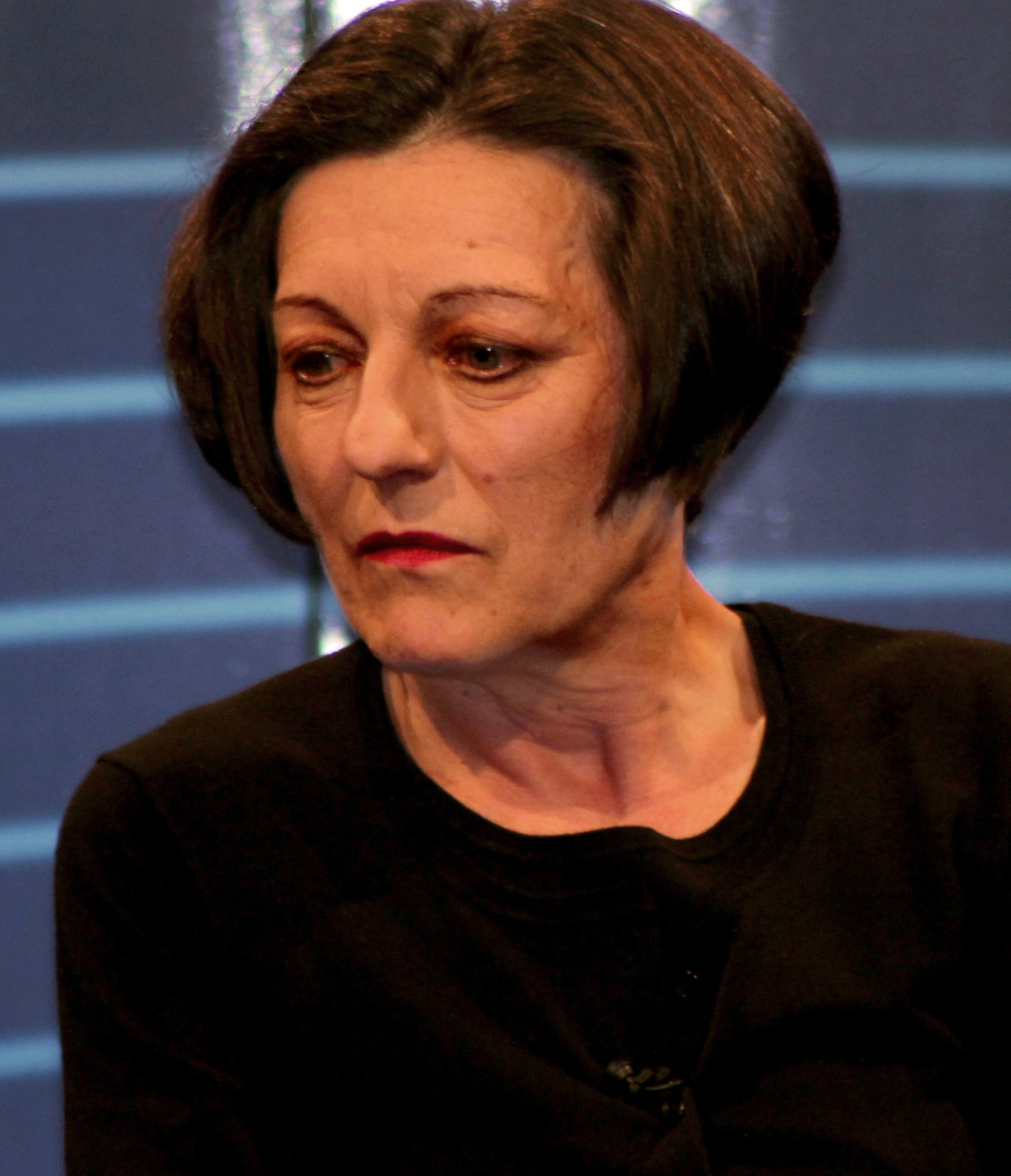
Herta Müller (* 1953)

- 1953: Herta Müller, deutsche Schriftstellerin, Nobelpreisträgerin
- 1953: Bernd Ziesemer, deutscher Journalist und Chefredakteur (Handelsblatt)
- 1954: Andrés Pastrana, kolumbianischer Politiker, Staatspräsident

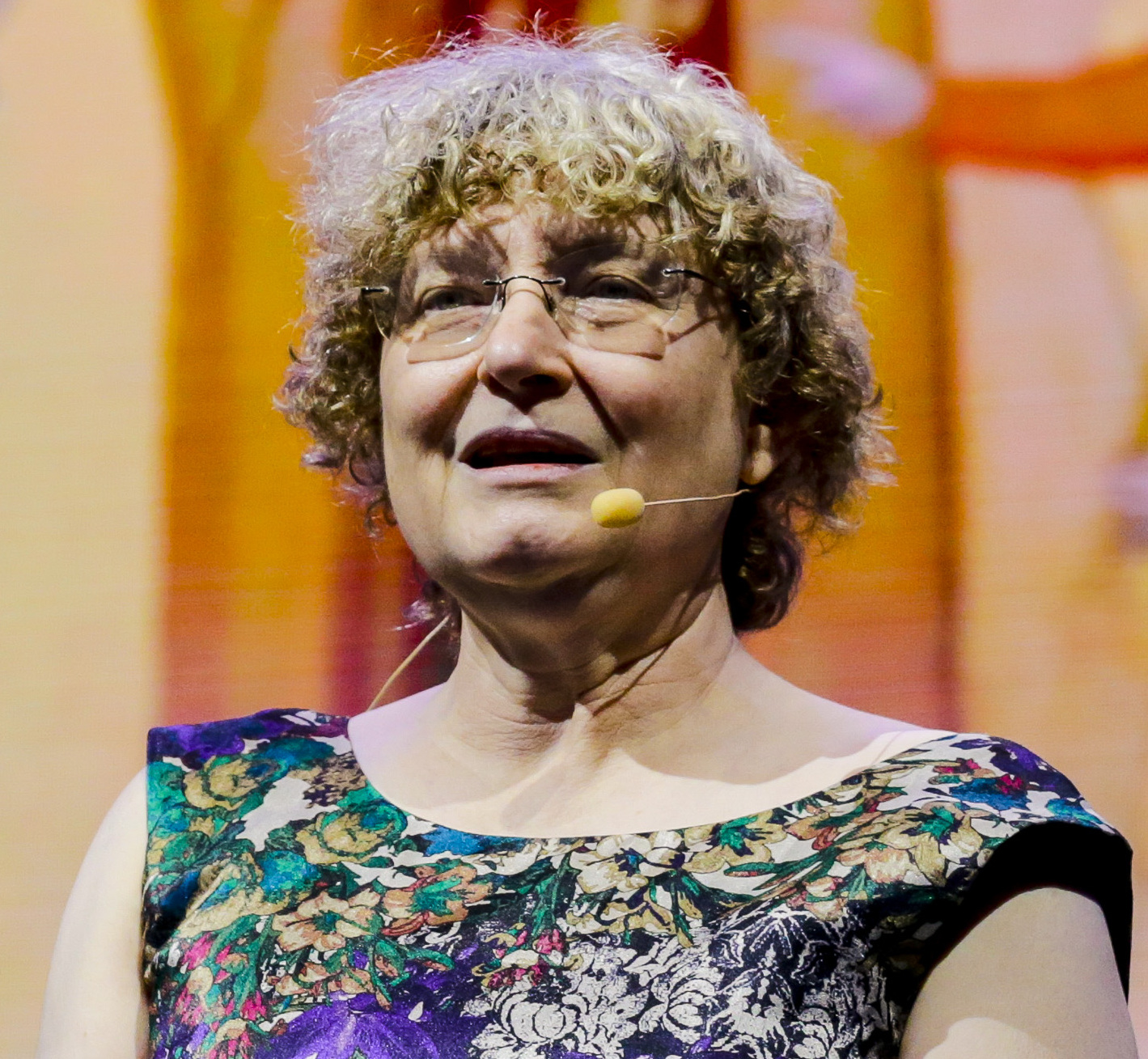
Ingrid Daubechies (* 1954)

- 1954: Ingrid Daubechies, belgische Physikerin, Mathematikerin und Professorin
- 1955: Grażyna Auguścik, polnische Jazzmusikerin
- 1955: Kevin Welch, US-amerikanischer Country-Sänger und Songschreiber
- 1956: John Kosmina, australischer Fußballspieler und -trainer
- 1956: Nigel Lamb, britischer Kunstflugpilot
- 1957: Rabih Abou-Khalil, libanesischer Oud-Spieler und Jazzmusiker
- 1957: Toni Bürgler, Schweizer Skirennläufer
- 1957: Robin Cousins, britischer Eiskunstläufer
- 1957: Boris Nemšić, österreichischer Manager

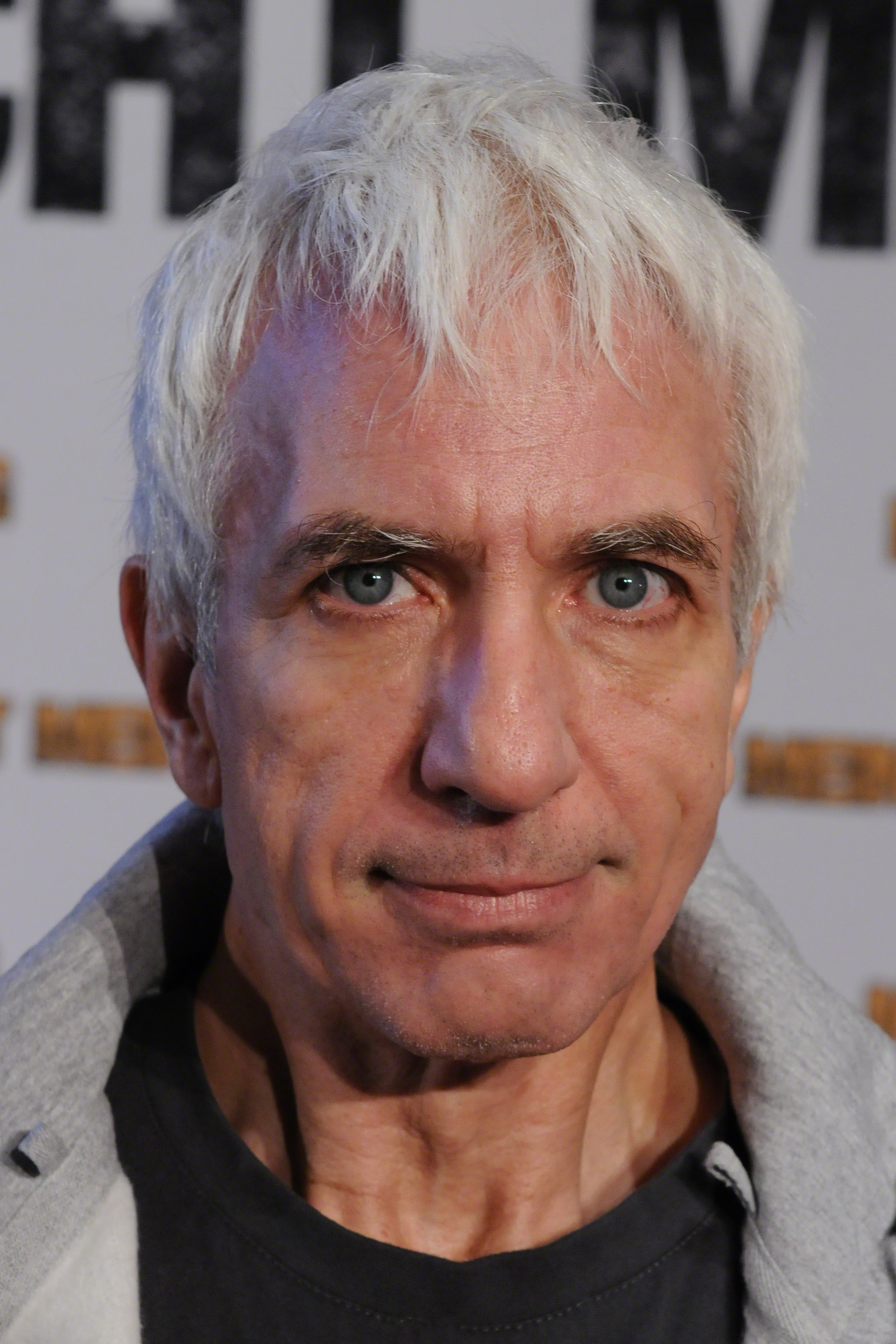
Ralf Richter (* 1957)

- 1957: Ralf Richter, deutscher Schauspieler
- 1958: Frank Augsten, deutscher Politiker, MdL
- 1958: Belinda Carlisle, US-amerikanische Sängerin und Songschreiberin
- 1959: Jonathan Franzen, US-amerikanischer Schriftsteller
- 1960: Lisa Coleman, US-amerikanische Musikerin
- 1960: Stephan Eicher, Schweizer Sänger
- 1960: Frank Hartmann, deutscher Fußballspieler
- 1960: Michael Krammer, österreichischer Manager

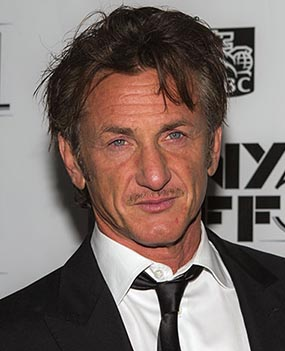
Sean Penn (* 1960)

- 1960: Sean Penn, US-amerikanischer Schauspieler, Regisseur und Autor
- 1961: Stephan Hauck, deutscher Handballspieler
- 1961: Kati Outinen, finnische Schauspielerin
- 1962: Kajo Wasserhövel, deutscher Politiker
- 1962: Maritza Martén, kubanische Leichtathletin
- 1962: Pierre Sanoussi-Bliss, deutscher Schauspieler, Regisseur und Drehbuchautor
- 1962: Mark Sochatsky, deutsch-kanadischer Eishockeyspieler
- 1963: Christian Ehler, deutscher Politiker
- 1963: Jan Heintze, dänischer Fußballspieler

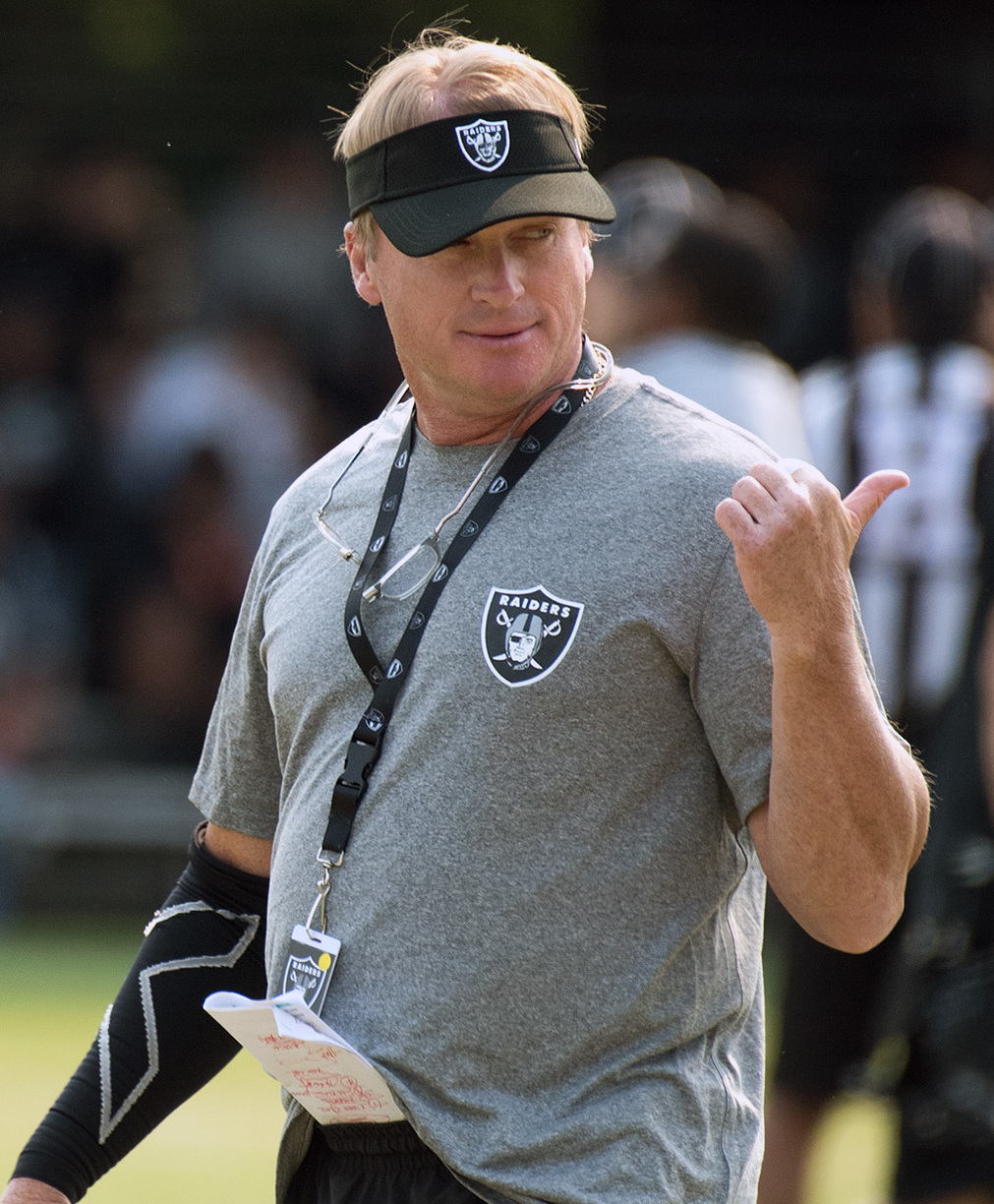
Jon Gruden (* 1963)

- 1963: Jon Gruden, US-amerikanischer Footballtrainer
- 1963: Jens-Peter Berndt, deutscher Schwimmer
- 1964: Rüdiger Bach, deutscher Schauspieler, Autor und Moderator
- 1964: Felix Falkner, Schweizer Komponist
- 1964: Marco Fassone, italienischer Geschäftsmann und Sportmanager
- 1964: Ian Halperin, kanadischer Autor, Journalist, Regisseur und Filmproduzent
- 1964: Chris Hastings, US-amerikanischer Skispringer
- 1964: Simone Hofmann, deutsche Kultur- und Musik-Veranstaltungsmanagerin
- 1964: Ingrid Hönlinger, deutsche Rechtsanwältin und Politikerin
- 1964: Christian Immler, deutscher Sachbuchautor
- 1964: Jorginho, brasilianischer Fußballspieler und -trainer
- 1964: Dieter Klein, deutscher Basketballspieler und Mechaniker
- 1964: Mark Kühler, deutscher Bauunternehmer und Fernsehmoderator
- 1964: Heiko Lahn, deutscher Fußballspieler
- 1964: Gabriela Lesch, deutsche Mittelstreckenläuferin
- 1964: Maria McKee, US-amerikanische Sängerin und Songschreiberin
- 1964: Carlos Moura, brasilianischer Fußballspieler
- 1964: Eirik Newth, norwegischer Sachbuchautor, Schriftsteller und Übersetzer
- 1964: Natascha Ochsenknecht, deutsches Model
- 1964: Ana Cecilia Prenz Kopušar, argentinische Schriftstellerin
- 1964: Tilmann Schöberl, deutscher Hörfunk- und Fernsehmoderator
- 1964: Alexander Jewgenjewitsch Smirnow, russischer Eishockeyspieler und -trainer
- 1964: Éric Straumann, französischer Politiker
- 1964: Telat Yurtsever, deutscher Theaterregisseur
- 1965: Anton Pfeffer, österreichischer Fußballspieler
- 1965: Felix Weber, deutscher Künstler
- 1966: Franziska Rochat-Moser, Schweizer Leichtathletin
- 1966: Rodney Mullen, US-amerikanischer Skateboardfahrer
- 1967: Matthias van den Berg, deutscher Schauspieler
- 1967: David Conrad, US-amerikanischer Schauspieler
- 1967: Michael Preetz, deutscher Fußballspieler
- 1968: Christian Dalmose, dänischer Handballspieler und -trainer
- 1968: André Erkau, deutscher Regisseur und Drehbuchautor
- 1968: Steffen Fetzner, deutscher Tischtennisspieler
- 1968: Anja Fichtel, deutsche Florettfechterin
- 1968: Hauke Finger, deutscher Politiker
- 1968: Helen McCrory, britische Schauspielerin
- 1968: Don Yount, US-amerikanischer Unternehmer und Automobilrennfahrer
- 1969: Markus Gisdol, deutscher Fußballspieler und Trainer
- 1969: Christian Laettner, US-amerikanischer Basketballspieler
- 1969: Susanne Stichler, deutsche Fernsehmoderatorin

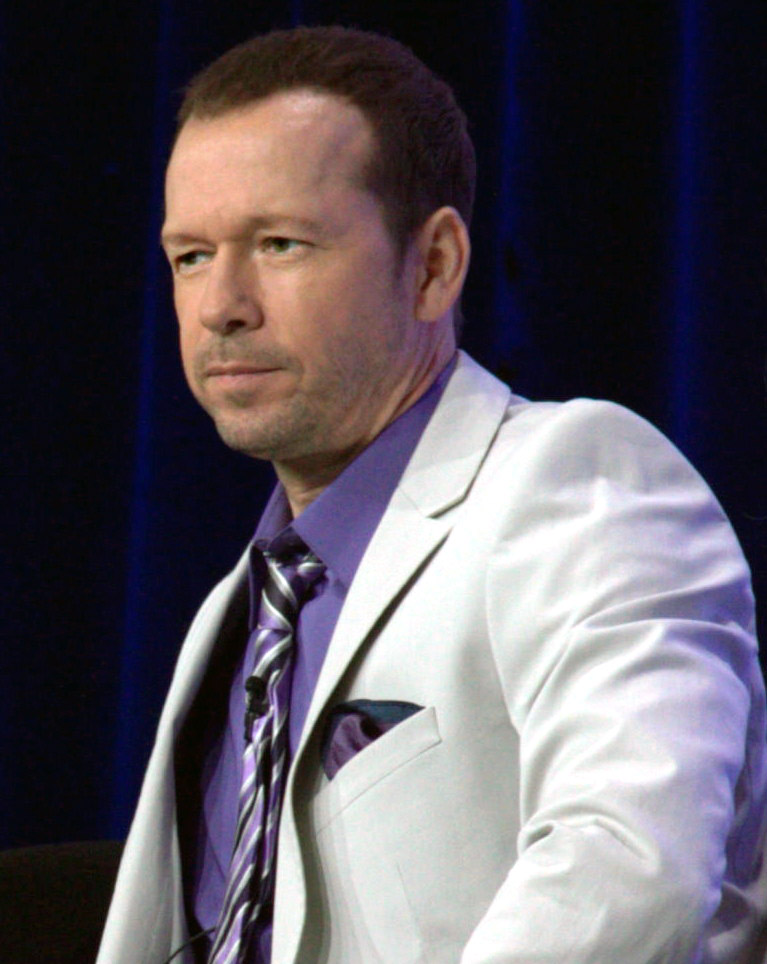
Donnie Wahlberg (* 1969)

- 1969: Donnie Wahlberg, US-amerikanischer Sänger und Schauspieler
- 1970: Jim Courier, US-amerikanischer Tennisspieler
- 1970: Andrus Kivirähk, estnischer Schriftsteller
- 1970: Ian White, englischer Dartspieler
- 1971: Jorge Posada, puerto-ricanischer Baseballspieler
- 1971: Jenny Sjöwall, schwedische Bogenschützin
- 1971: Ulrika Sjöwall, schwedische Bogenschützin
- 1971: Dragan Terzić, bosnischer Fußballspieler
- 1972: Andreas Schlütter, deutscher Skilangläufer
- 1972: Ty, britischer Rapper und Musikproduzent
- 1973: Daniel Hope, südafrikanisch-britischer Geiger
- 1973: Franziska Petri, deutsche Schauspielerin
- 1974ː Lenka Hlávková, tschechische Musikwissenschaftlerin
- 1974: Niclas Jensen, dänischer Fußballspieler
- 1974: Samuel Koejoe, niederländischer Fußballspieler
- 1974: Johannes Maria Staud, österreichischer Komponist
- 1975: Christiane Weber, deutsche Sängerin, Musikkabarettistin und Texterin
- 1975: Gabriele Becker, deutsche Leichtathletin

#### 1976–2000
- 1976: Heather De Lisle, US-amerikanische Fernsehmoderatorin
- 1976: Peter Gustafsson, schwedischer Golfer
- 1977: William Gallas, französischer Fußballspieler

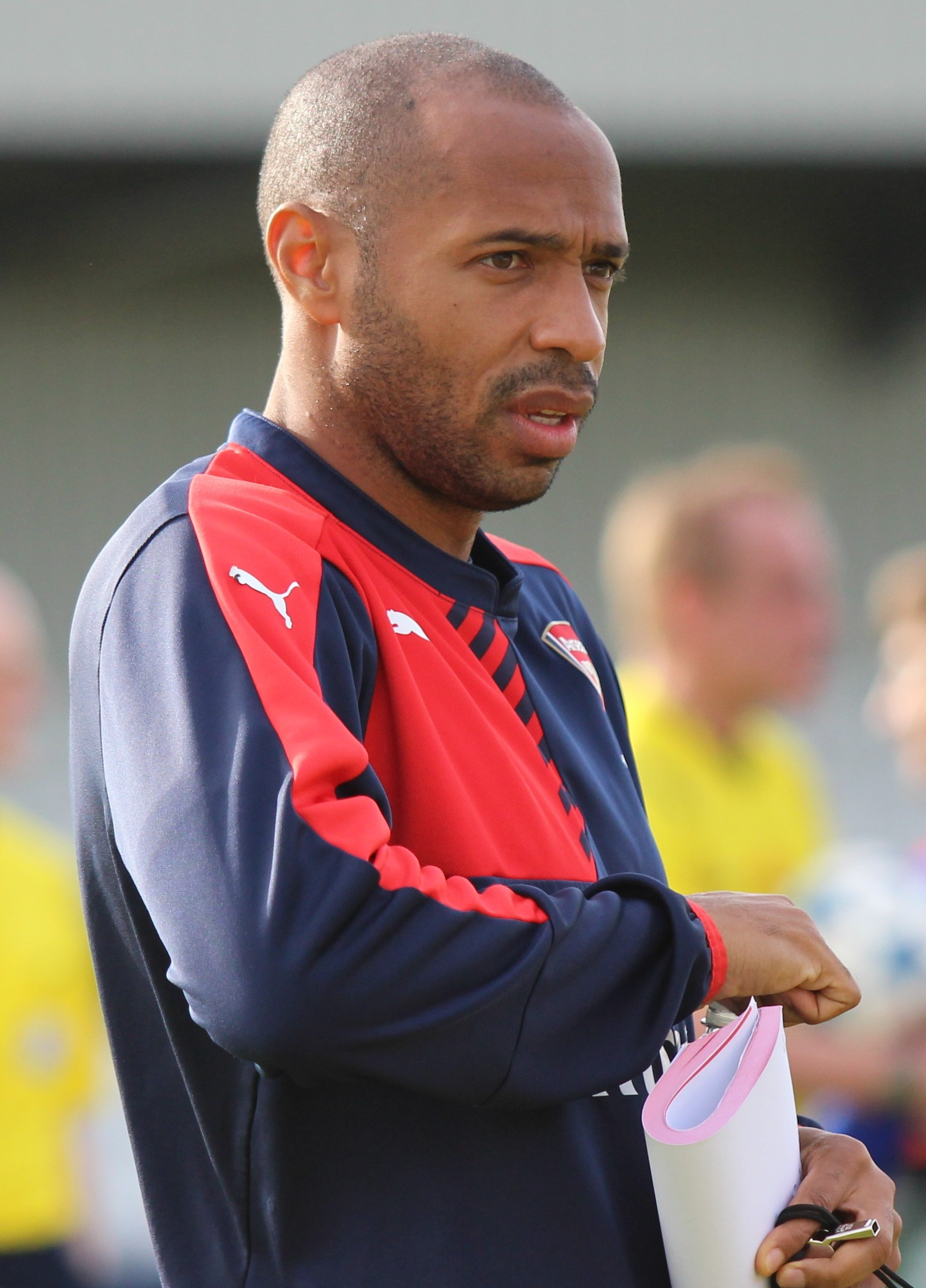
Thierry Henry (* 1977)

- 1977: Thierry Henry, französischer Fußballspieler
- 1977: Daniel Pancu, rumänischer Fußballspieler
- 1977: Tarja Turunen, finnische Sängerin und Songwriterin
- 1978: Mehdi Baala, französischer Leichtathlet
- 1978: Jelena Karleuša, serbische Popsängerin
- 1978: Vibeke Stene, norwegische Sängerin
- 1979: Marcel Mohab, österreichischer Schauspieler und Comedian
- 1979: Lucy Redler, deutsche Politikerin und Diplom-Sozialökonomin
- 1980: Manuele Blasi, italienischer Fußballspieler
- 1980: Doris Golpashin, österreichische Schauspielerin sowie Fernseh- und Radiomoderatorin
- 1980: David Legwand, US-amerikanischer Eishockeyspieler

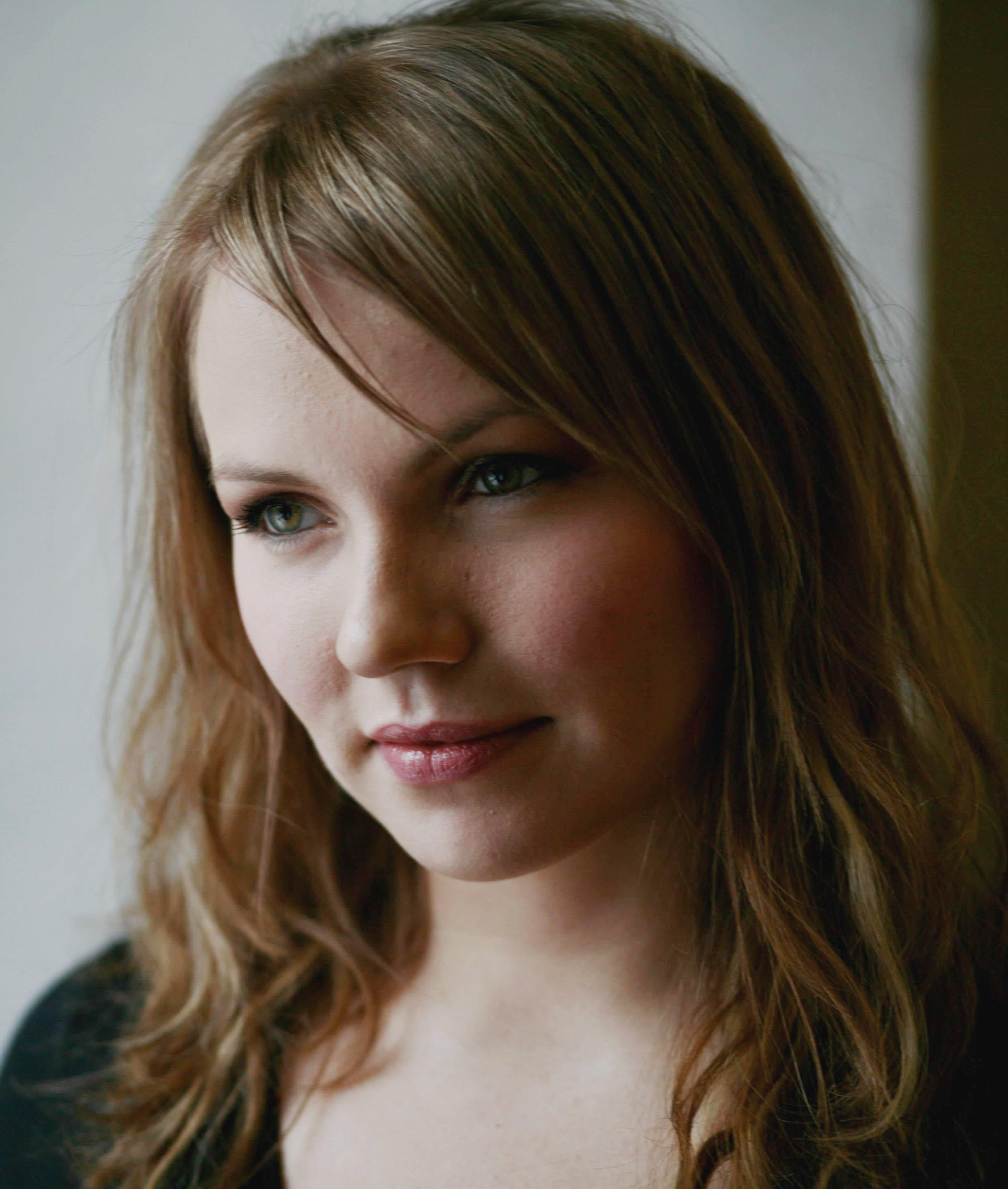
Lene Marlin (* 1980)

- 1980: Lene Marlin, norwegische Songschreiberin und Pop-Sängerin
- 1981: Bettina Evers, deutsche Eishockeyspielerin
- 1981: Don Muhlbach, US-amerikanischer Footballspieler
- 1982: Hakan Arıkan, türkischer Fußballspieler
- 1982: Sébastien Briat, französischer Atomkraftgegner
- 1982: Phil Jagielka, englischer Fußballspieler
- 1982: Karim Ziani, französisch-algerischer Fußballspieler
- 1982: Mark Salling, US-amerikanischer Schauspieler und Sänger
- 1983: Dustin Pedroia, US-amerikanischer Baseballspieler
- 1984: Oxana Alexandrowna Domnina, russische Eiskunstläuferin
- 1984: Anthony Janiec, französischer Automobil- und Truckrennfahrer
- 1984: Lars Elton Myhre, norwegischer Skirennläufer
- 1985: Yū Aoi, japanische Schauspielerin und Model
- 1985: Jewgeni Olegowitsch Konobri, russischer Eishockeyspieler

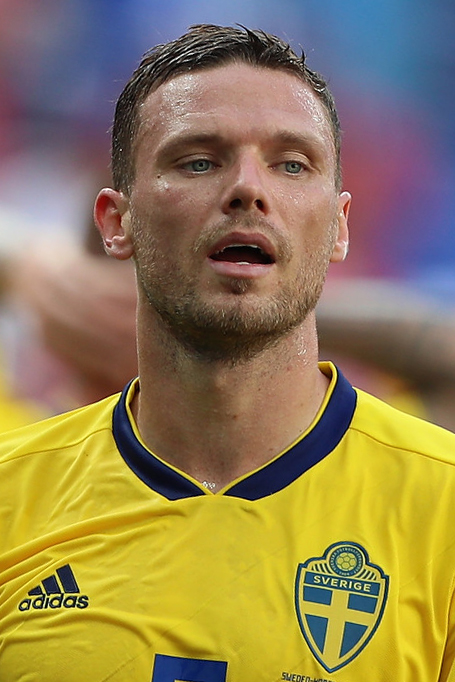
Marcus Berg (* 1986)

- 1986: Marcus Berg, schwedischer Fußballspieler
- 1986: Rudy Gay, US-amerikanischer Basketballspieler
- 1986ː Emily Harrington, US-amerikanische Kletterin und Bergsteigerin
- 1986: Niklas Hoheneder, österreichischer Fußballspieler
- 1986: Denis Alexandrowitsch Kornilow, russischer Skispringer
- 1987: Martin Cikl, tschechischer Skispringer
- 1987: Alex Malykhin, belarussischer Automobilrennfahrer
- 1987: Marc Wilson, nordirischer Fußballspieler
- 1988: Ad Achkar, libanesischer Fotograf
- 1988: João Miguel Coimbra Aurélio, portugiesischer Fußballspieler
- 1989: Lil B, US-amerikanischer Rapper
- 1989: Rachel Corsie, schottische Fußballspielerin
- 1989: Frederick Lau, deutscher Schauspieler
- 1989: Colten Moore, US-amerikanischer Quad- und Schneemobilfahrer
- 1990: Rachel Hurd-Wood, britische Schauspielerin
- 1990: David Zhu, chinesischer Automobilrennfahrer
- 1991: Austin Butler, US-amerikanischer Schauspieler
- 1991: Roberta D’Agostina, italienische Skispringerin
- 1991: Steven Zuber, Schweizer Fußballspieler
- 1992: Spike Goddard, australischer Automobilrennfahrer
- 1992: Harald Reinkind, norwegischer Handballspieler
- 1993: Johannes Geis, deutscher Fußballspieler
- 1993: Sarah Sjöström, schwedische Schwimmerin
- 1994: Taissa Farmiga, US-amerikanische Schauspielerin

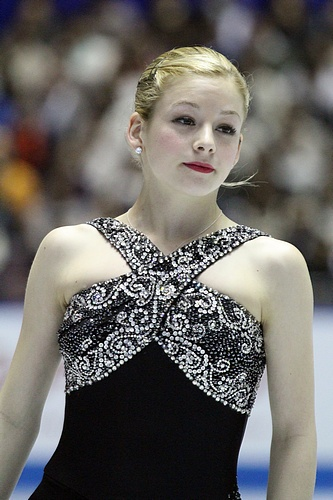
Gracie Gold (* 1995)

- 1995: Gracie Gold, US-amerikanische Eiskunstläuferin
- 1996: Illja Mychaltschyk, ukrainischer Motorradrennfahrer
- 1998: Kristo Ferkic, deutscher Schauspieler
- 1999: Ismail Jakobs, deutscher Fußballspieler
- 2000: César Beauvais, belgisch-französischer Biathlet
- 2000: Lil Pump, US-amerikanischer Rapper und Songwriter
- 2000: Hrvoje Smolčić, kroatischer Fußballspieler

### 21. Jahrhundert
- 2003: The Kid Laroi, australischer Rapper

## Gestorben

### Vor dem 17. Jahrhundert
- 0309: Eusebius, Bischof von Rom
- 0906: Wicburg, Äbtissin des Stifts Essen
- 1021: Erkanbald, Erzbischof von Mainz
- 1030: Ernst II., Herzog von Schwaben

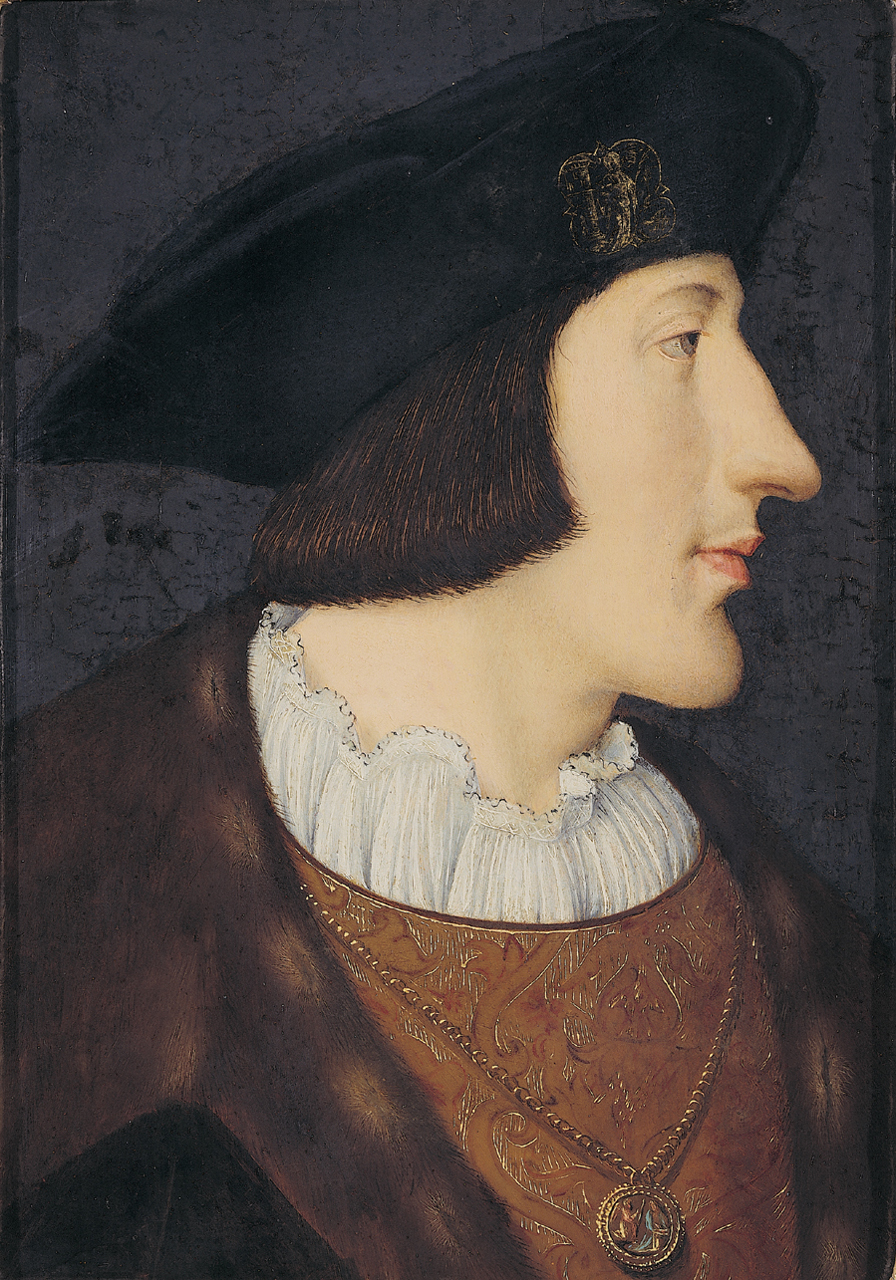
Karl III. († 1553)

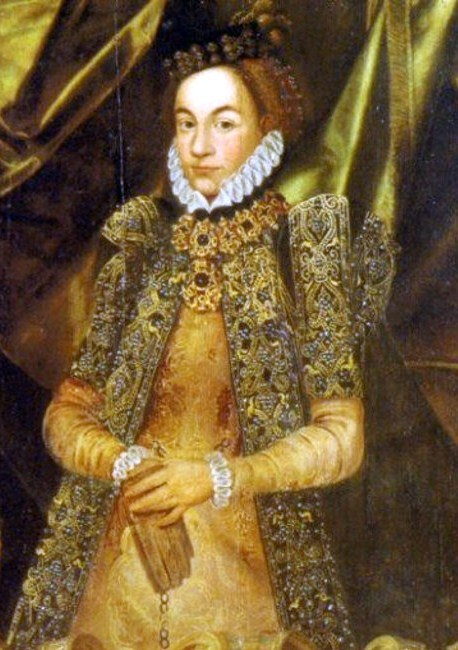
Sabina von Württemberg († 1581)

- 1030: Werner von Kyburg, Graf aus dem Adelsgeschlecht der Kyburger
- 1179: Roman von Leibnitz, Bischof von Gurk
- 1205: Ludolf von Kroppenstedt, Erzbischof von Magdeburg
- 1236: William de Blois, Bischof von Worcester
- 1236: Johann II. von Dražice, Bischof von Prag
- 1271: Rhys Fychan, walisischer Lord von Deheubarth
- 1291: Senge, tibetisch-uigurischer Mönchsstudent, religiöses Oberhaupt des Yuan-Reiches
- 1304: Go-Fukakusa, 89. Kaiser von Japan
- 1360: Konrad von Hainburg, Kartäusermönch und katholischer Theologe
- 1366: Johann II. Hut, Bischof von Osnabrück
- 1400: William Arundel, englischer Höfling
- 1424: Archibald Douglas, 4. Earl of Douglas, schottischer Adeliger
- 1424: John Stewart, 3. Earl of Buchan, schottischer Adeliger und Militär
- 1461: Jacques de Milly, französischer Adliger, 37. Großmeister des Johanniterordens
- 1542: Dominik Zili, Schweizer Reformator
- 1547: Katharina von Zimmern, letzte Äbtissin des Fraumünsterklosters in Zürich
- 1553: Karl III., Herzog von Savoyen
- 1571: Marcantonio Bragadin, venezianischer Rechtsanwalt und Offizier, Generalgouverneur von Zypern
- 1581: Sabina von Württemberg, Landgräfin von Hessen-Kassel
- 1586: Sebastian Starck, deutscher lutherischer Theologe
- 1590: Jakob III., Markgraf von Baden-Hachberg

### 17. und 18. Jahrhundert
- 1612: Alexander Colin, flämischer Bildhauer und Bildschnitzer
- 1620: Christoph von Loß der Jüngere, kursächsischer Hofmarschall, Reichspfennigmeister des Ober- und Niedersächsischen Reichskreises
- 1623: Aron Bonn, deutscher Geschäftsmann und Vorsteher der jüdischen Gemeinde in Frankfurt am Main
- 1636: Kanō Kōi, japanischer Maler

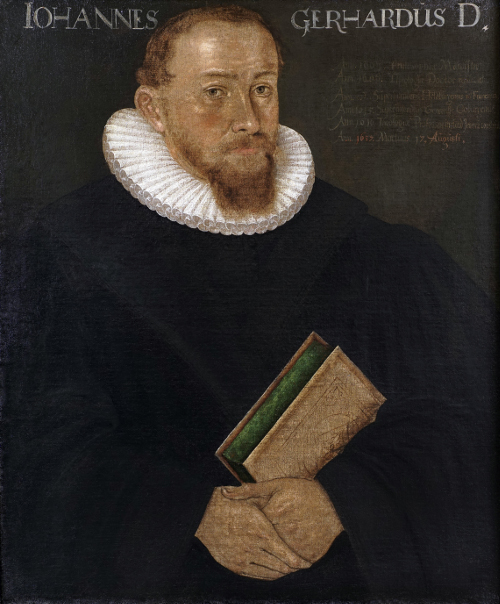
Johann Gerhard († 1637)

- 1637: Johann Gerhard, deutscher lutherischer Theologe
- 1640: Wilhelm Kettler, Herzog von Kurland
- 1657: Robert Blake, englischer Admiral
- 1669: Ascanius Pflaume, Bürgermeister von Aschersleben
- 1673: Reinier de Graaf, niederländischer Arzt und Forscher
- 1676: Hans Jakob Christoffel von Grimmelshausen, deutscher Schriftsteller
- 1681: Nikon, russischer Patriarch
- 1687: Adam Tribbechov, deutscher evangelischer Theologe, Historiker und Ethnologe
- 1707: Petter Dass, norwegischer Lyriker und Verfasser von Kirchenliedern

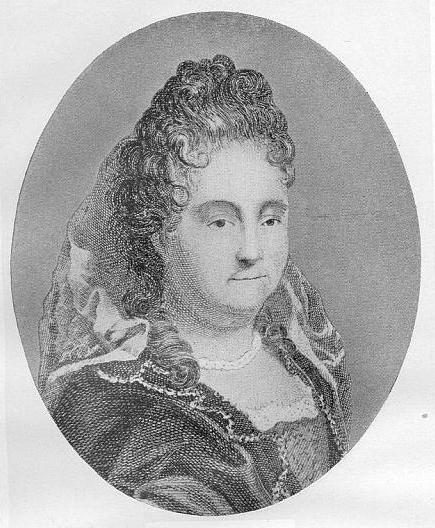
Anne Dacier († 1720)

- 1720: Anne Dacier, französische Schriftstellerin
- 1723: Dorothea von Pfalz-Veldenz, Herzogin von Pfalz-Zweibrücken
- 1731: Johann Augustin Kobelius, Komponist, Hofmusiker und Kapelldirektor
- 1736: Jeanne Delanoue, französische Ordensgründerin und Heilige der katholischen Kirche
- 1754: Hans Christoph Friedrich von Hacke, preußischer Generalleutnant und Stadtkommandant Berlins
- 1758: Stepan Fjodorowitsch Apraxin, russischer Feldmarschall
- 1765: Reinhard Adrian von Hochstetten, Ritter des Deutschen Ordens
- 1767: Gaspare Diziani, venezianischer Maler, Zeichner, Kupferstecher, Bühnenbildner und Restaurator
- 1777: Giuseppe Scarlatti, italienisch-österreichischer Komponist
- 1778: Karl Maria Raimund, Herzog von Arenberg
- 1780: Ferdinand Stosch, deutscher reformierter Theologe
- 1785: Jonathan Trumbull senior, US-amerikanischer Politiker, Gouverneur von Connecticut als Kolonie und als Bundesstaat
- 1786: Friedrich II., König von Preußen
- 1799: Christian Heinrich Spieß, deutscher Schauspieler, Dramatiker und Autor von Trivialliteratur

### 19. Jahrhundert
- 1825: Raynor Taylor, britischer Komponist

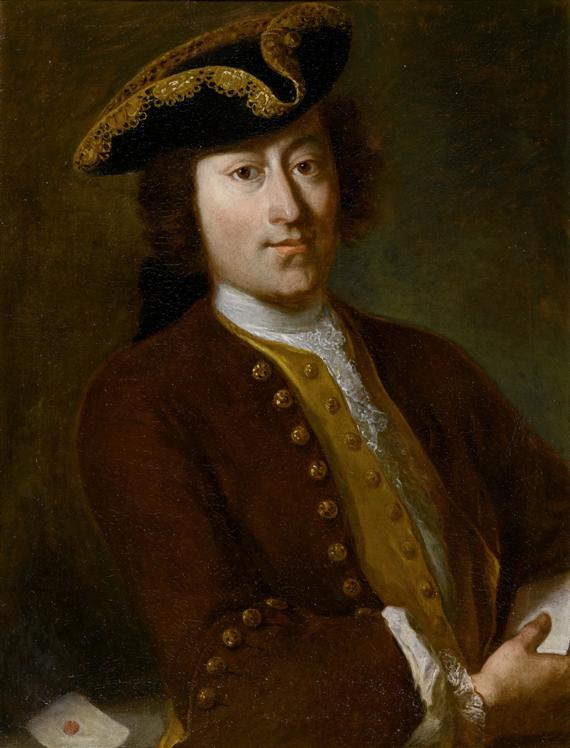
Johann Jakob Faesch († 1832)

- 1832: Johann Jakob Faesch, Schweizer evangelischer Geistlicher
- 1834: Karl Heinrich Gottfried Lommatzsch, deutscher evangelischer Geistlicher
- 1836: Karl von Hessen-Kassel, hessischer Adliger
- 1838: Lorenzo Da Ponte, österreichischer Librettist
- 1850: José de San Martín, argentinischer General und Revolutionär
- 1853: Frederick Adam, britischer General und Gouverneur von Madras
- 1859ː Henriette Wolfskeel von Reichenberg, Hofdame der Herzogin Anna-Amalia und Vertraute Johann Wolfgang von Goethes
- 1864: Carl Wilhelm Traugott von Mayer, deutscher Rechtsanwalt und Mitglied des Sächsischen Landtags
- 1864: Dorothea Pfeiffer, deutsche Malerin
- 1865: Heinrich Anz, deutscher Beamter und Politiker
- 1867: Johann Heinrich Ammann, Schweizer Jurist und Politiker
- 1869: Jules André, französischer Landschaftsmaler
- 1875: Wilhelm Bleek, deutscher Sprachwissenschaftler

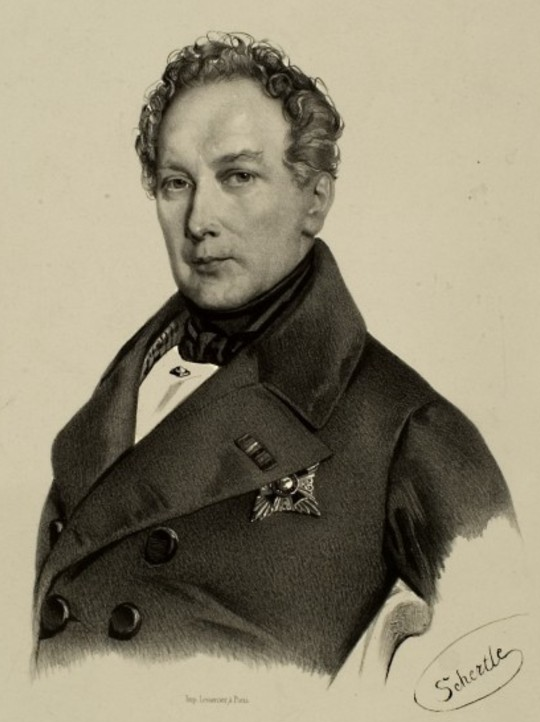
Maximilian Joseph von Chelius († 1876)

- 1876: Maximilian Joseph von Chelius, deutscher Augenarzt und Chirurg
- 1878: Garnett Adrain, US-amerikanischer Politiker
- 1880: Ole Bull, norwegischer Komponist und Violinist
- 1882: Dietrich Wilhelm Landfermann, deutscher Pädagoge, Demokrat und Schulleiter in Duisburg
- 1882: Václav Bolemír Nebeský, tschechischer Dichter und Philosoph
- 1886: Alexander Michailowitsch Butlerow, russischer Chemiker
- 1889: John C. Brown, US-amerikanischer Politiker und Generalmajor der konföderierten Armee
- 1889: Ernst Frank, deutscher Komponist und Dirigent
- 1891: Emil von Zelewski, deutscher Offizier und Kommandeur der Schutztruppe für Deutsch-Ostafrika
- 1896: Bridget Driscoll, erstes Todesopfer eines Autounfalls
- 1896: Peter Beising, deutscher Theologe
- 1898: Carl Zeller, österreichischer Jurist und Komponist

### 20. Jahrhundert

#### 1901–1950

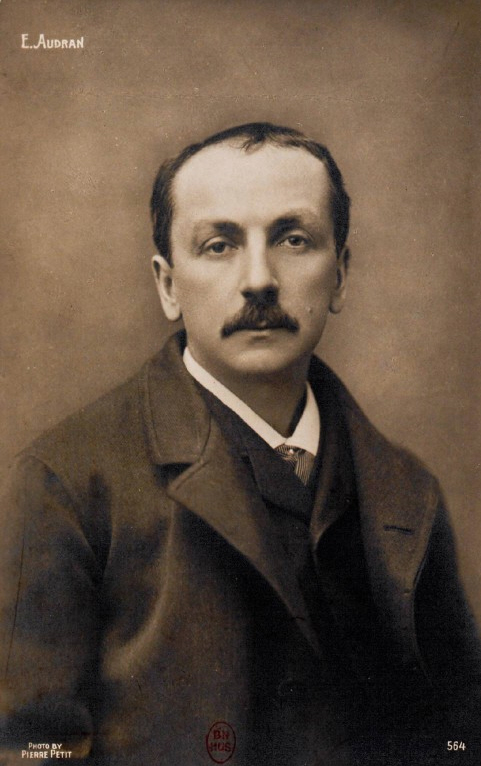
Edmond Audran († 1901)

- 1901: Edmond Audran, französischer Organist und Komponist
- 1910: Julian Treumann, deutscher Chemiker
- 1916: Umberto Boccioni, italienischer Maler und Bildhauer des Futurismus
- 1916: Johann Hinrich Fehrs, deutscher Erzähler und Lyriker
- 1918: Hugo Andresen, deutscher Romanist und Mediävist
- 1920: Ray Chapman, US-amerikanischer Baseballspieler
- 1924: Paul Natorp, deutscher Philosoph und Pädagoge
- 1924ː Julie Studer-Steinhäuslein, Schweizer Frauenrechtlerin
- 1925: Ioan Slavici, rumänischer Schriftsteller und Journalist
- 1926: Oskar Arke, deutscher Pionier der elektrotechnischen Porzellanindustrie
- 1927: Erik Ivar Fredholm, schwedischer Professor für Mathematik
- 1927: John Oliver, kanadischer Politiker
- 1928: George Trevelyan, 2. Baronet, britischer Historiker und Staatsmann in der Regierung William Gladstone
- 1929: Otto Gleim, deutscher Gouverneur von Kamerun

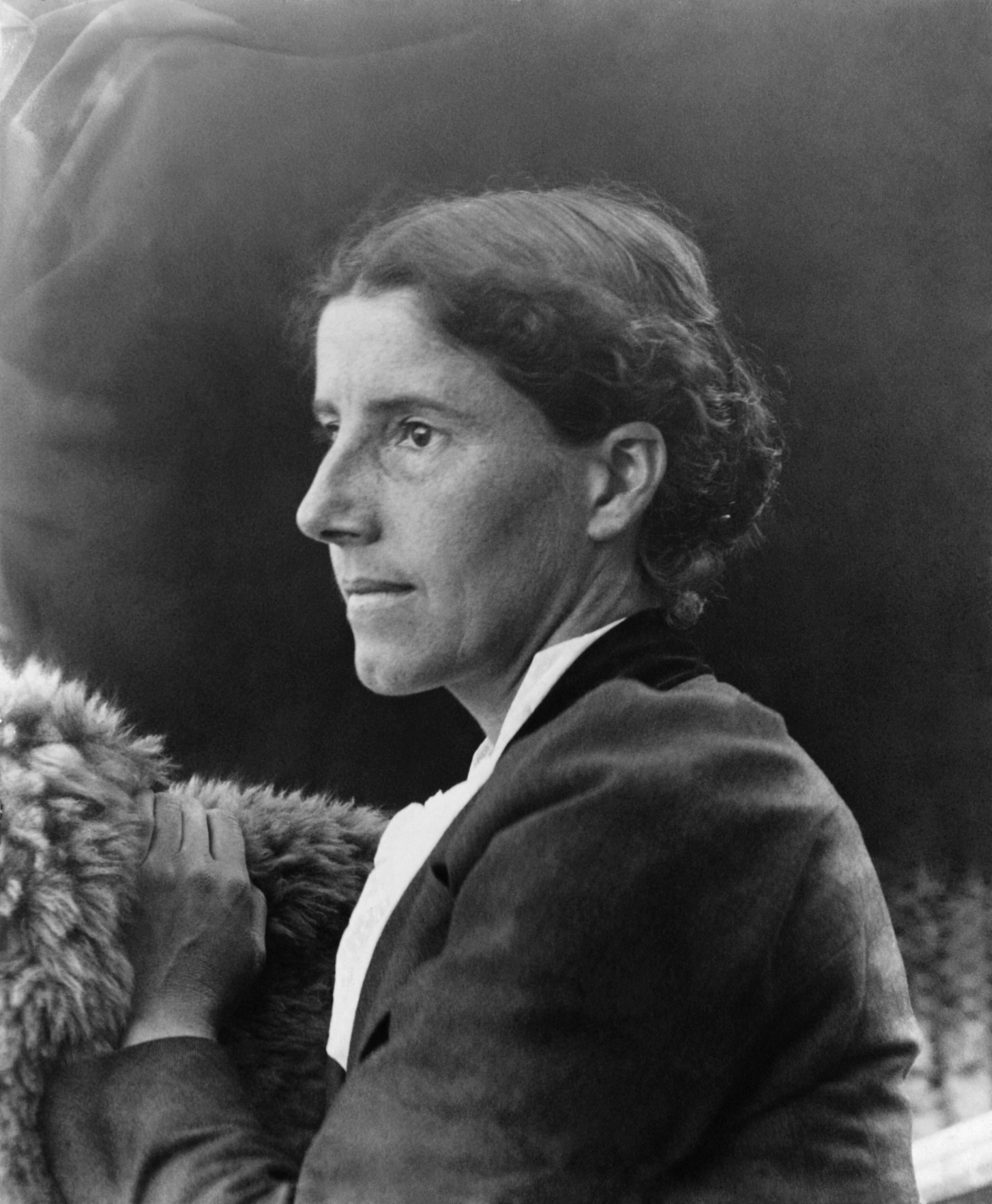
Charlotte Perkins Gilman († 1935)

- 1935: Charlotte Perkins Gilman, US-amerikanische Schriftstellerin und Frauenrechtlerin
- 1936: John „Nazzone“ Avena, auch bekannt als John DiNatale, sizilianisch-amerikanischer Mobster der amerikanischen Cosa Nostra
- 1936: Pierre Octave Ferroud, französischer Komponist und Musikkritiker
- 1936: Haldis Halvorsen, norwegische Opernsängerin
- 1937: Edwin Doak Mead, US-amerikanischer Autor, Herausgeber und Pazifist
- 1938: Wage Rudolf Soepratman, Komponist der indonesischen Nationalhymne
- 1939: Wojciech Korfanty, polnischer Nationalist
- 1940: Billy Fiske, US-amerikanischer Bobfahrer
- 1942: Gerbrandus Jelgersma, niederländischer Psychiater und Neurologe
- 1942: Irène Némirovsky, frankophone ukrainische Schriftstellerin
- 1945: Shimaki Kensaku, japanischer Schriftsteller
- 1945: August Otto Krug, deutscher Jurist, Hochschullehrer und Verwaltungsbeamter
- 1945: Fritz Weege, deutscher Archäologe und Etruskologe
- 1947: George Atcheson Jr., US-amerikanischer Diplomat
- 1949: Sophie von Arnim, deutsche Schriftstellerin
- 1950: Theodor Rehbock, deutscher Wasserbauingenieur und Professor

#### 1951–2000
- 1954: Billy Murray, US-amerikanischer Sänger
- 1954: Paul W. Shafer, US-amerikanischer Politiker

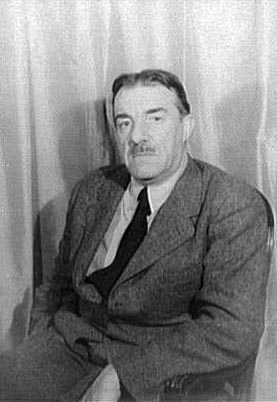
Fernand Léger († 1955)

- 1955: Fernand Léger, französischer Maler
- 1956: Abram Iljitsch Jampolski, russischer Geiger und Musikpädagoge
- 1957: Mario Albertini, italienischer Schwimmer und Ruderer
- 1957: Werner Stephan, deutscher Polizeifeuerwerker, Bundesverdienstkreuzträger
- 1958: Florent Schmitt, französischer Komponist
- 1959: Pedro Humberto Allende Sarón, chilenischer Komponist
- 1961: Carlos Salzedo, französischer Harfenist und Komponist
- 1962: Peter Fechter, deutsches Maueropfer
- 1964: Fred Barry, kanadischer Schauspieler und Sänger
- 1965: Jack Spicer, eigentlich John Lester Spicer, US-amerikanischer Lyriker und Linguist

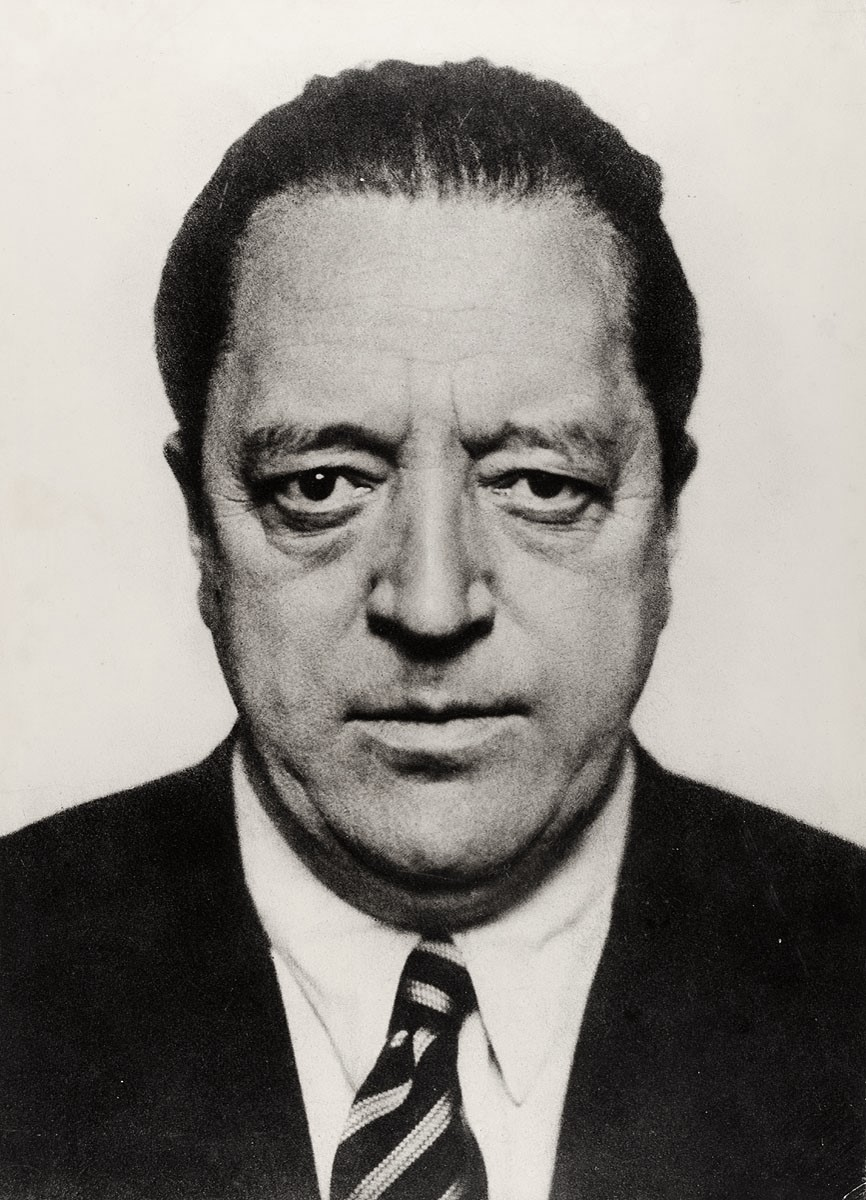
Ludwig Mies van der Rohe († 1969)

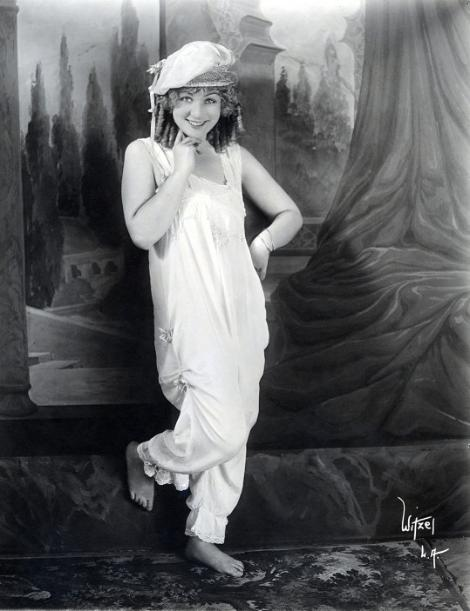
Elsa Wagner († 1975)

- 1965: Takami Jun, japanischer Schriftsteller
- 1966: Ken Miles, britischer Automobilrennfahrer
- 1967ː Lotte Hahm, prominente Aktivistin der Lesbenbewegung der Weimarer Republik
- 1967: Hermann Keller, deutscher Musiker, Musikwissenschaftler, Herausgeber, Autor und Komponist
- 1967: Philippe Nabaa, jordanischer Erzbischof von Beirut
- 1968: Marie Ahlers, deutsche Politikerin
- 1968: Bruno Paul, deutscher Architekt und Kunsthandwerker
- 1969: Pic Cattini, Schweizer Eishockeyspieler
- 1969: Wilhelm Heile, deutscher Politiker
- 1969: Ludwig Mies van der Rohe, deutsch-US-amerikanischer Architekt
- 1969: Otto Stern, deutsch-US-amerikanischer Physiker, Nobelpreisträger
- 1970: Hans-Martin Trepp, Schweizer Eishockeyspieler
- 1973: Conrad Aiken, US-amerikanischer Schriftsteller und Gewinner des Pulitzerpreises
- 1973: Jean Barraqué, französischer Komponist
- 1973: Eve Miller, US-amerikanische Schauspielerin
- 1973: Fred Offenhauser, US-amerikanischer Automobilingenieur und Mechaniker
- 1974: Hella Jacobs, deutsche Malerin der Neuen Sachlichkeit
- 1974: Aldo Palazzeschi, italienischer Schriftsteller und Lyriker
- 1975: Siegfried Arno, deutscher Schauspieler, Komiker, Sänger und Tänzer
- 1975: Georges Dandelot, französischer Komponist
- 1975: Elsa Wagner, deutsche Schauspielerin
- 1978: Hans Wolter, deutscher Physiker
- 1979: Vivian Vance, US-amerikanische Schauspielerin
- 1980: Harold Adamson, US-amerikanischer Komponist, Filmkomponist und Liedtexter
- 1980: Gwen Bristow, US-amerikanische Journalistin und Schriftstellerin
- 1982: Charles E. Ackerly, US-amerikanischer Ringer
- 1982: Bruno Nöckler, italienischer Skirennläufer
- 1982: Ihor Schamo, ukrainischer Komponist

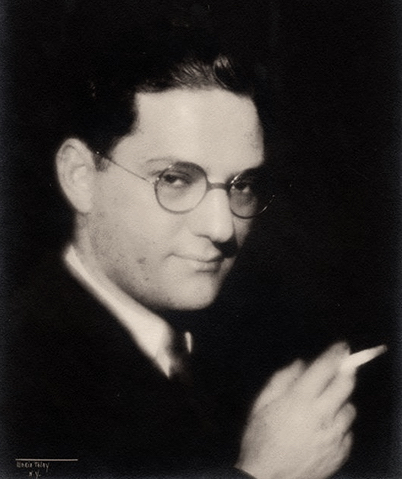
Ira Gershwin († 1983)

- 1983: Ira Gershwin, US-amerikanischer Komponist und Liedtexter
- 1984: Hammie Nixon, US-amerikanischer Blues-Musiker
- 1987: Carlos Drummond de Andrade, brasilianischen Lyriker
- 1986: Shipwreck Kelly, US-amerikanischer American-Football-Spieler
- 1987: Clarence Brown, US-amerikanischer Filmregisseur
- 1987: Rudolf Heß, nationalsozialistischer Politiker
- 1988: Bruno Mathsson, schwedischer Architekt und Designer

- 1988: Mohammed Zia-ul-Haq, pakistanischer General und Staatspräsident
- 1991: George Reed, US-amerikanischer Automobilrennfahrer
- 1993: Hermann Gerstner, deutscher Bibliothekar und Schriftsteller
- 1994: Luigi Chinetti, italienisch-US-amerikanischer Automobilrennfahrer
- 1995: Wild Bill Davis, US-amerikanischer Jazz-Organist, Pianist und Arrangeur
- 1995: Howard Koch, US-amerikanischer Drehbuchautor
- 1997: Lee Moore, US-amerikanischer Country-Musiker
- 1998: Władysław Komar, polnischer Kugelstoßer
- 1998: Tadeusz Ślusarski, polnischer Stabhochspringer
- 1999: Eberhard Cohrs, deutscher Komiker und Schauspieler
- 1999: Reiner Klimke, deutscher Dressurreiter und Politiker
- 2000: Franco Donatoni, italienischer Komponist

### 21. Jahrhundert
- 2001: Hermann Steuri, Schweizer Bergführer und Skirennläufer
- 2003: Paolo Massimo Antici, italienischer Diplomat
- 2003: Mazen Dana, irakischer Kameramann
- 2004: Thea Astley, australische Schriftstellerin
- 2004: Pendleton Herring, US-amerikanischer Politikwissenschaftler
- 2004: Gérard Souzay, französischer Sänger

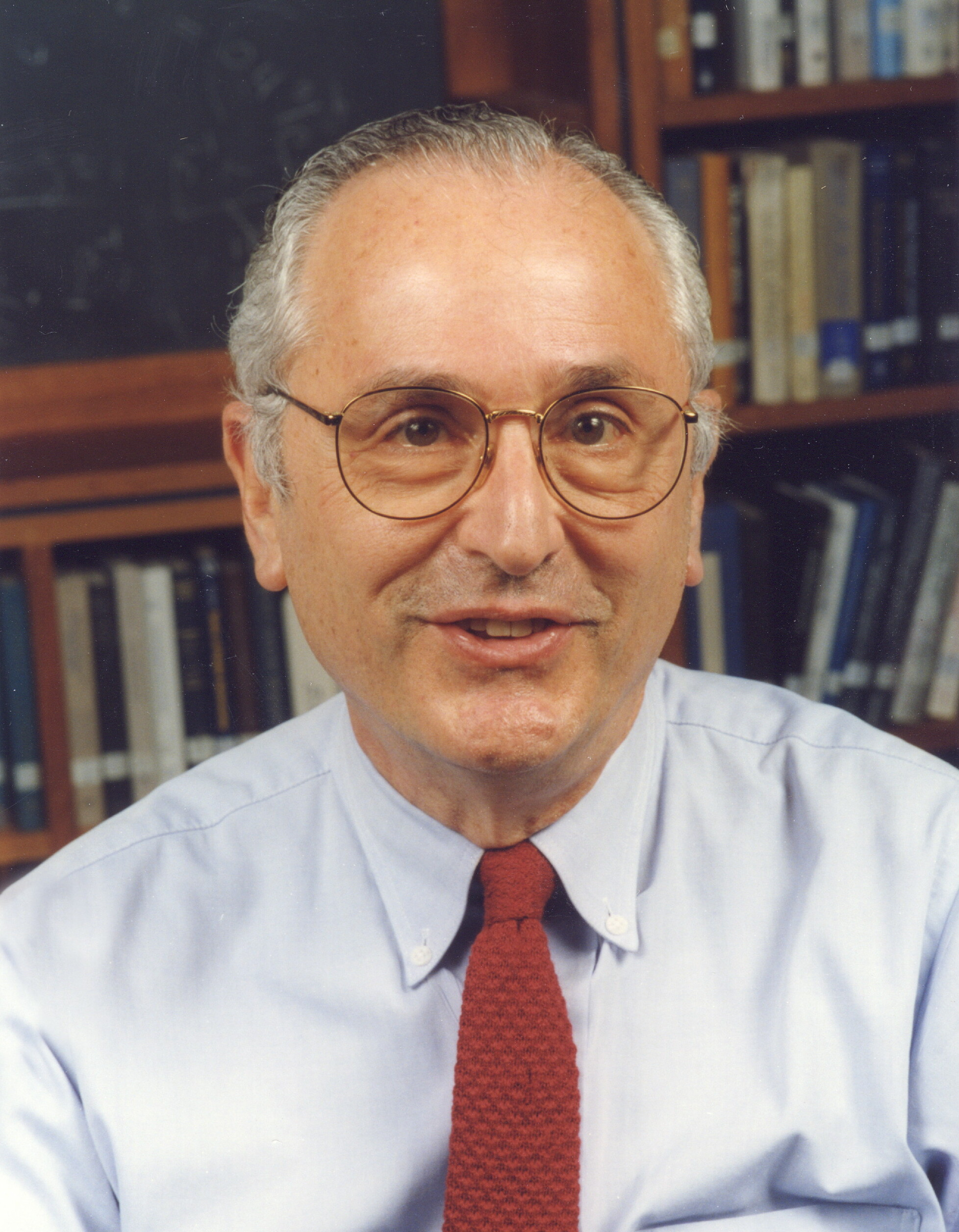
John N. Bahcall († 2005)

- 2005: John N. Bahcall, US-amerikanischer Astrophysiker, Initiator des Hubble-Weltraumteleskops
- 2006: André Dequae, belgischer Politiker
- 2007: Richard Beek, deutscher Schauspieler
- 2007: Jos Brink, niederländischer Schauspieler
- 2007: Eddie Jamaal Griffin, US-amerikanischer Basketballspieler
- 2007: Anne Wollner, deutsche Schauspielerin
- 2008: Franco Sensi, italienischer Unternehmer und Sportfunktionär
- 2008: Helmut Valentin, deutscher Mediziner
- 2009: Robert Feldhoff, deutscher Science-Fiction-Autor
- 2009: Tullio Kezich, italienischer Filmkritiker und Drehbuchautor, Schriftsteller und Dramaturg
- 2010: Francesco Cossiga, italienischer Politiker, Staatspräsident
- 2010: Alejandro Maclean, spanischer Kunstflugpilot und Filmproduzent
- 2011: Pierre Quinon, französischer Leichtathlet
- 2011: Irmgard Uhlig, deutsche Malerin und Bergsteigerin
- 2012: Norbert Zeilberger, österreichischer Organist, Cembalist und Pianist
- 2013: John Hollander, US-amerikanischer Lyriker
- 2013: Hans Peter Royer, österreichischer evangelikaler Prediger
- 2014: Wolfgang Leonhard, deutscher Historiker und Autor
- 2014: Sophie Masloff, US-amerikanische Politikerin

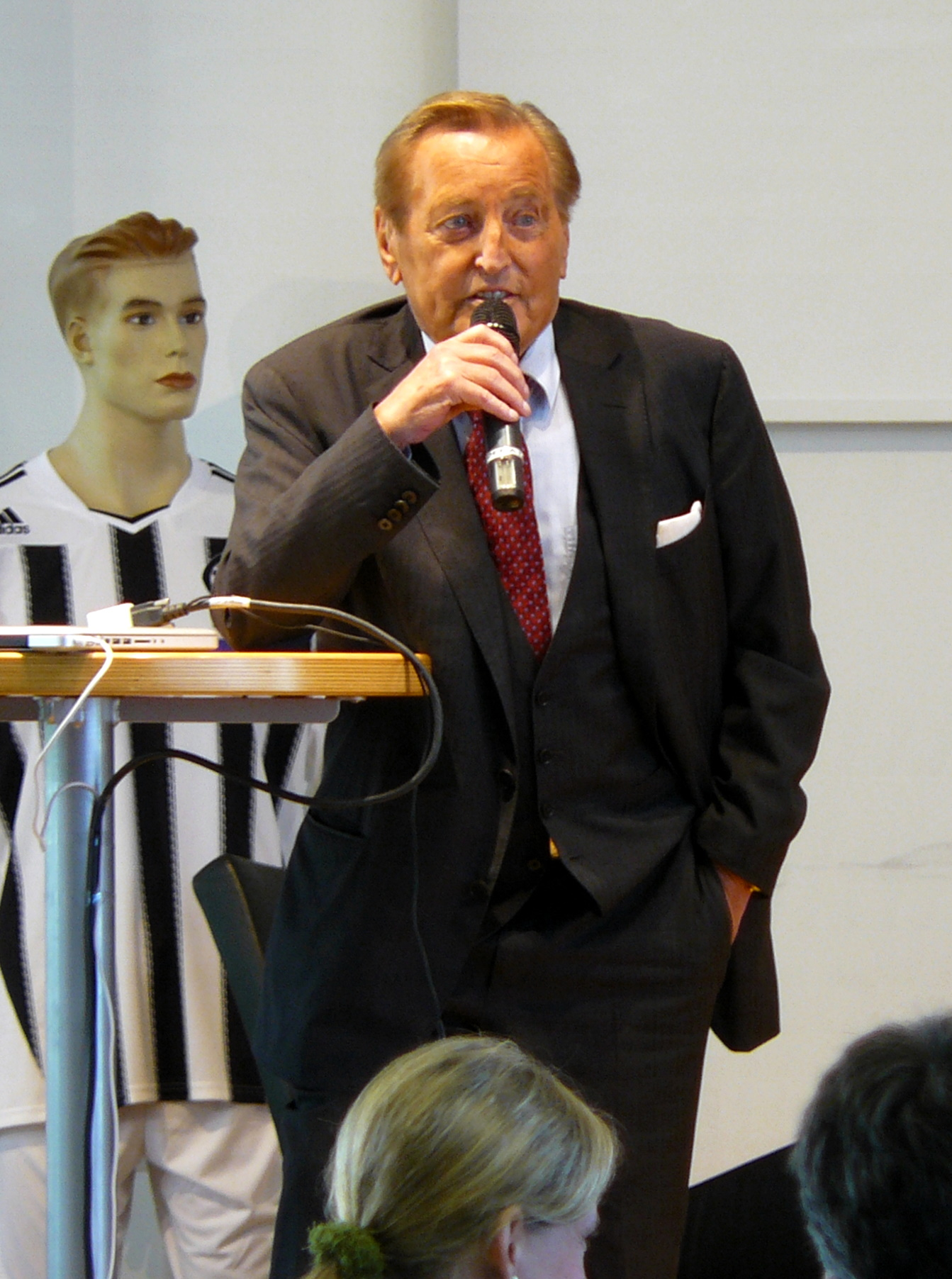
Gerhard Mayer-Vorfelder († 2015)

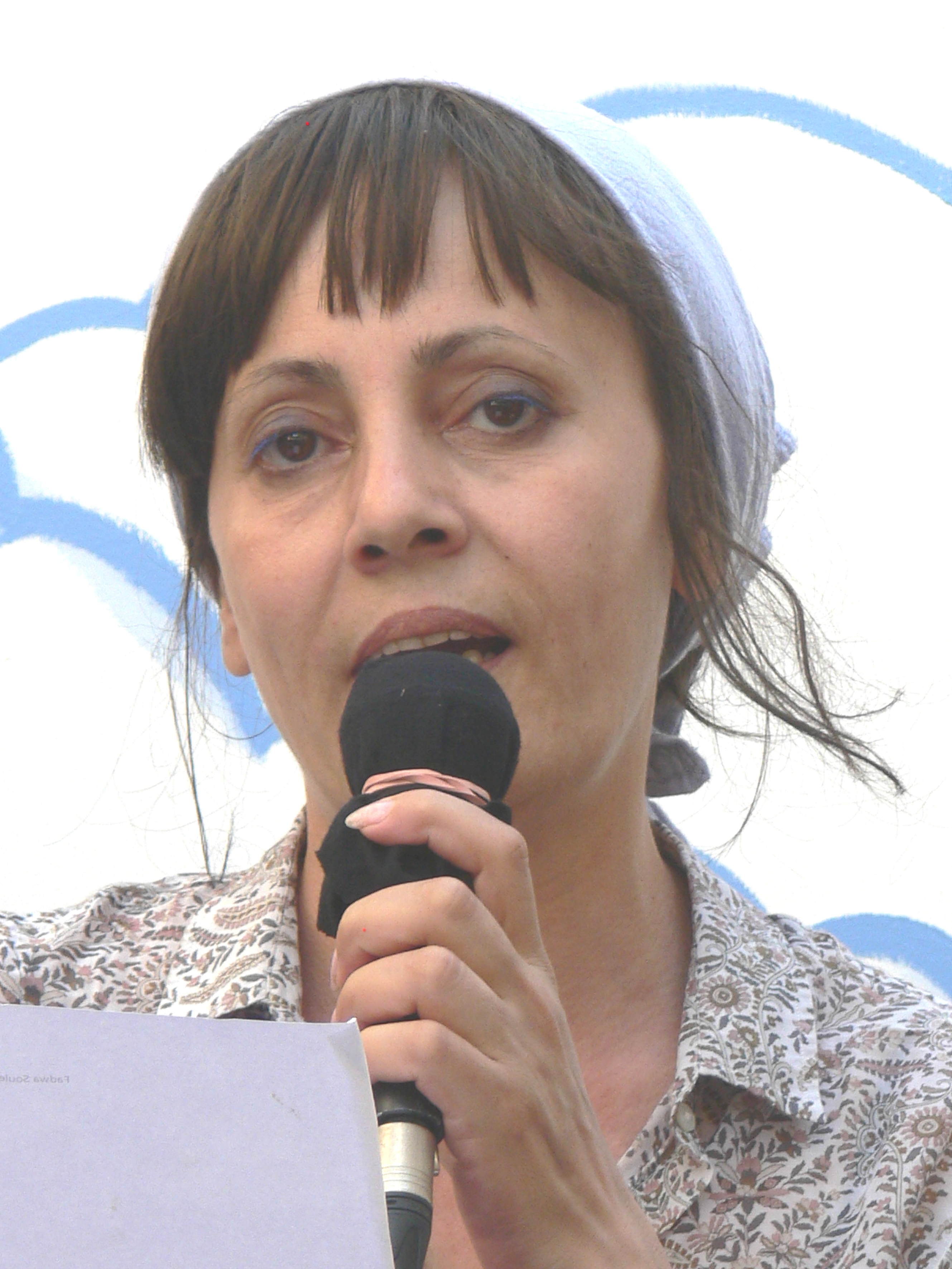
Fadwa Soliman († 2017)

- 2015: Gerhard Mayer-Vorfelder, deutscher Politiker und Sportfunktionär
- 2015: Fynn Henkel, deutscher Schauspieler
- 2016: Arthur Hiller, kanadischer Filmregisseur
- 2016: Dieter Hagenbach, Schweizer Verleger, Autor und Stifter
- 2017: Miriam Magall, deutsch-israelische Schriftstellerin und Übersetzerin
- 2017: Fadwa Soliman, syrische Schauspielerin und Widerstandskämpferin
- 2017: Reinhold Ziegler, deutscher Schriftsteller und Journalist
- 2018: Dietrich Arndt, deutscher Mediziner
- 2018: Jean Kovalevsky, französischer Astronom
- 2019: Ġanni Bonnici, maltesischer Bildhauer, Keramiker und Medailleur
- 2019: Walter Buser, Schweizer Bundeskanzler
- 2019: Gottfried Herold, deutscher Schriftsteller und Lyriker
- 2020: Tom Jütz, deutscher Maler und Illustrator
- 2020: Katharina Rothärmel, deutsche Schauspielerin
- 2021: Olav Akselsen, norwegischer Politiker
- 2021: Ágnes Hankiss, ungarische Politikerin
- 2021: Lutz Weinzinger, österreichischer Politiker
- 2022: Ralf Schenk, deutscher Filmjournalist und -publizist
- 2023: Gudrun Pflüger, österreichische Biologin, Skilanglauf- sowie Berglauf- und Crosslauf-Sportlerin
- 2024: Truus Hennipman, niederländische Sprinterin
- 2025: Torsten Michaelis. deutscher Schauspieler und Synchronsprecher
- 2025: Terence Stamp, britischer Schauspieler

## Feier- und Gedenktage
- Kirchliche Gedenktage
  - Johann Gerhard, deutscher Generalsuperintendent und Theologe (evangelisch)
  - Hl. Eusebius, Märtyrer und Bischof von Rom (katholisch)
  - Hl. Klara vom Kreuz, italienische Mystikerin, Jung- und Ordensfrau (katholisch)
  - Hl. Mamas von Kappadokien, kleinasiatisch-zypriotischer Einsiedler, 3. Jh. (katholisch)

- Namenstage
  - Jacek

- Staatliche Feier- und Gedenktage
  - Argentinien: Gedenktag zu Ehren des Generals José de San Martín
  - Gabun: Unabhängigkeit von Frankreich (1960)
  - Indonesien: Indonesische Unabhängigkeitserklärung von den Niederlanden (1945)

Weitere Einträge enthält die Liste von Gedenk- und Aktionstagen.